# Mérida (México)
Mérida (en maya: Joꞌ) es la capital y ciudad más poblada del estado mexicano de Yucatán, así como la cabecera del municipio homónimo. Se ubica al noroeste del estado en el sureste del país, región de la que es el área urbana más habitada y su principal centro social, cultural, educativo y financiero. Según el censo de población y vivienda del año 2020 del Instituto Nacional de Estadística y Geografía (INEGI), la ciudad contaba en tal año con una población de 921 771 habitantes, siendo la duodécima más poblada de México, mientras que la Zona Metropolitana de Mérida, que también abarca las ciudades de Kanasín y Umán, albergaba una población de 1 316 088 habitantes, situándose como la undécima más habitada del país.
Es considerada una de las ciudades con mejor calidad de vida del país y una de las más seguras del continente. Su patrimonio histórico es producto de la mezcla de las culturas maya, española y africana durante la época colonial influenciada posteriormente por las culturas francesa y libanesa con algunas aportaciones de la neerlandesa, coreana e italiana. Gracias a su rica herencia cultural fue la primera ciudad en ser nombrada Capital Americana de la Cultura y la primera en recibir este título en dos ocasiones. Es además también parte de la Red de Ciudades Creativas de la UNESCO en la categoría de gastronomía y de la Red Mundial de Ciudades del Aprendizaje de la UNESCO. Por otro lado, el centro histórico de Mérida es el tercero más grande del continente y la Catedral de San Ildefonso, ubicada frente a la plaza Grande y construida con piedras de ruinas mayas adyacentes, es la más antigua de la América continental. A un costado de esta se encuentra el museo MACAY con obras que la consolidan como una de las ciudades culturalmente más ricas de la región.
En el plano económico, la revista Forbes ha clasificado a Mérida en tres ocasiones como una de las tres mejores ciudades del país para vivir e invertir. A nivel nacional, de entre las ciudades con más de un millón de habitantes, el Instituto Mexicano para la Competitividad (IMCO) la ha catalogado como una de las 3 ciudades más competitivas de la república. Por su infraestructura y altos estándares sociales la ciudad es escogida a menudo como sede de varios eventos de talla internacional; ha sido sede de dos reuniones Estados Unidos-México, de un encuentro con Cuba, de una Cumbre de los Laureados al Premio Nobel de la Paz y de cumbres de la Asociación de Estados del Caribe y de la Alianza del Pacífico. Además, en Mérida se han llevado a cabo varias olimpiadas científicas internacionales como la de física, matemáticas e informática. Cada año también acoge la Feria Internacional de la Lectura Yucatán (FILEY) de la Universidad Autónoma de Yucatán (UADY).
La ciudad se nombró así en honor a la Mérida de España y fue fundada en 1542 por Francisco de Montejo, «El Mozo» sobre los vestigios de la ciudad maya de TꞌHó o Joꞌ que se encontraba virtualmente deshabitada cuando el Imperio español emprendió la Conquista de Yucatán. También se la conoce como «Ciudad Blanca». El origen de esta denominación es incierto y probablemente se remonta a la época independiente. La versión más aceptada, sostiene que recibió este nombre por la piedra blanca que revestía sus edificios y calles, además del vestuario de los pobladores realizado con mantas de algodón. Existen otras ciudades en América que reciben esta denominación por razones similares, como Arequipa y Popayán.
Una versión popular sostiene que Mérida recibió el sobrenombre de «Ciudad Blanca» por haber sido una ciudad de españoles y que los arcos de la ciudad fueron levantados para marcar la división entre estos y los indios. Sin embargo, los primeros arcos se mandaron a levantar hasta 1690 casi 150 años después de la fundación de la ciudad. Solamente el arco de San Juan y el de la calle 59 llegaron a marcar el inicio de caminos, a Campeche e Izamal respectivamente, otros arcos solamente tuvieron fines de ornato como el que mandó levantar en 1760 Juan Quijano en frente de su casa en el cruzamiento de la 65 con la 56, ya derrumbado. Además, las indígenas nahuas que acompañaron a las huestes de Montejo en la conquista de Yucatán habitaron desde el siglo XVI los barrios de San Cristóbal, Santiago y San Román en donde gozaron el privilegio de exención de tributos por su ayuda militar. Actualmente Mérida es una ciudad multicultural, así como el principal y más importante núcleo urbano de la península.

## Toponimia
Actualmente, en el idioma maya yucateco, se le continúa nombrando con el mismo nombre precolombino: «Jo‘» (pronúnciese como jota española).
La ciudad fue construida sobre la ciudad maya de TꞌHó y bautizada con el nombre de Mérida por la Mérida de Extremadura, en España, lugar de procedencia de algunos de los españoles que llegaron a la región, precisamente porque las edificaciones halladas en la ciudad maya abandonada les hicieron recordar las ruinas romanas de Emérita Augusta, actual Mérida española fundada por órdenes del emperador Augusto como premio para sus soldados eméritos o veteranos que habían conseguido méritos durante su carrera militar.
Durante la conquista musulmana de la península ibérica, Emérita paso a llamarse Mārida y posteriormente Mérida por metaplasmo de la palabra latina original, nombre que finalmente los europeos le darían a la nueva ciudad mesoamericana, cuyos edificios construyeron utilizando las piedras cortadas y labradas de la antigua ciudad maya.

## Elementos identitarios

### Símbolos
Escudo

Escudo de armas de Yucatán durante el virreinato usado como el actual escudo de la ciudad de Mérida.

El 18 de agosto de 1618, Felipe III firmó en el monasterio de San Lorenzo el Real, el Real Privilegio de Armas a Mérida de Yucatán de las Indias, «en premio a su fidelidad y buenos servicios», en los siguientes términos:

He tenido por bien y por la presente hago merced a dicha Ciudad de Mérida, de la dicha Provincia de Yucatán, de que ahora, y de aquí en adelante haya y tenga por sus armas conocidas un escudo con un león rampante en campo verde y un castillo torreado en campo azul, según va aquí pintado tal como este...

El escudo es partido, esto es verticalmente de arriba abajo, en dos cuarteles iguales. El primero (izquierda) en campo azur (azul) ostenta un castillo de oro, y el segundo (derecha) un león rampante de oro en campo de sinople (verde). El escudo va timbrado, es decir rematado en su cúspide, con corona real abierta. La forma o contorno del escudo corresponde al estilo heráldico español: cuadrilongo con su base redondeada.
Lema
El lema de la ciudad deriva del hecho de que al nacimiento de Felipe IV, el rey Felipe III expresó su júbilo escribiendo de manera espontánea en una correspondencia: 

El Rey. Consejo, justicia y regimiento de la muy noble y muy leal ciudad de Mérida de Yucatán, viernes santo, 30 de abril de 1605.

 El título enorgulleció a los ciudadanos, y el 20 de agosto de 1608, el cabildo de Mérida giró órdenes a todos los escribanos para que todos los documentos oficiales se intitulara en referencia a la ciudad: «Muy noble y muy leal ciudad de Mérida». El 13 de julio de 1618, el rey Felipe III de España confirmó por Real Cédula este título de manera oficial y asignó el escudo de armas.

Y habiéndose visto en mi real consejo de ellas, acatando lo sobredicho, lo he tenido por bien, y por la presente hago merced a la dicha ciudad de Mérida de la dicha provincia de Yucatán de que ahora y de aquí adelante haya y tenga por sus armas conocidas un escudo con un león rampante en campo verde, y un castillo torreado en campo azul, según va aquí pintado, tal como este, las cuales doy a la dicha ciudad de Mérida por sus armas y divisas señaladas y conocidas, para que las pueda traer y poner, y traiga y ponga, en sus pendones, escudos, sellos, banderas y estandartes, en las otras partes y lugares que quisiere y por bien tuviere, según y como y de la forma y manera que las ponen y traen en las otras ciudades.
Historia de Yucatán, Diego López de Cogolludo (1688).

## Geografía física

### Localización

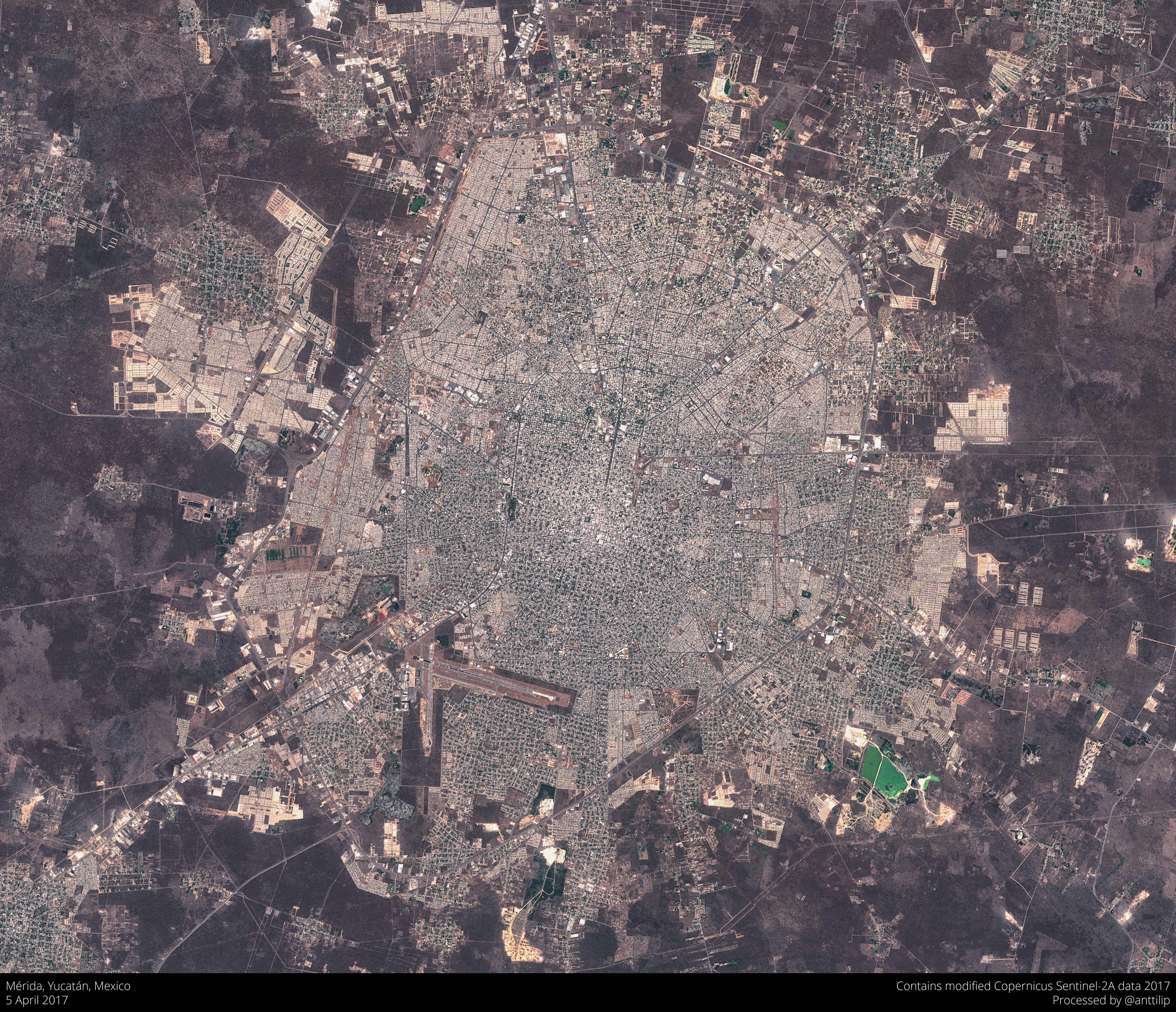
Imagen satelital de la mancha urbana de Mérida y su zona metropolitana realizada durante la misión Sentinel-2 de la Agencia Espacial Europea.

Mérida se localiza al noroeste de la península de Yucatán aproximadamente a 35 km tierra adentro de la costa del golfo de México dentro del denominado  cráter de Chicxulub formado, según la hipótesis más aceptada, por el impacto de un asteroide hace 65 millones de años, evento conocido como impacto K/T que habría ocasionado la extinción masiva del Cretácico-Paleógeno y consigo la desaparición de los dinosaurios, entre otras especies. El cráter tiene un diámetro de 180 kilómetros y a su alrededor se encuentra lo que se conoce como el anillo de cenotes. La ciudad se ubica en las coordenadas 20°58′04″N 89°37′18″O / 20.96778, -89.62167 (20.967778, -89.621667), con una altitud media de 8 metros sobre el nivel del mar.
La ciudad es el principal núcleo de población del área conurbada de la zona metropolitana de Mérida, donde se encuentra en íntima relación con Kanasín, Umán, Conkal y Ucú.
Mérida se encuentra a una distancia de 1557 km de la Ciudad de México, 386 km de Chetumal, 650 km de Villahermosa, 325 km de Playa del Carmen, 309 km de Cancún, 173 km Campeche, 167 km de Tizimín, 165 km de Valladolid, 124 km de Chichén Itzá, 118 km de Tekax, 84 km de Ticul, 78 km de Uxmal, 72 km de Izamal, 43 km de Motul, 36 km de Progreso, 32 km de Hunucmá, 17 km de Umán.

### Clima
En general, el clima es tropical cálido, húmedo, con lluvias en verano (de junio a octubre) y una temperatura media mensual de 25 °C. De acuerdo con la clasificación climática de Köppen, su clima es tropical de sabana (Aw) y se encuentra en una ecosistema de selva seca. El clima en la ciudad de Mérida se forma de la manera siguiente:
| Parámetros climáticos promedio de Mérida (1951–2010)               | Parámetros climáticos promedio de Mérida (1951–2010) | Parámetros climáticos promedio de Mérida (1951–2010) | Parámetros climáticos promedio de Mérida (1951–2010) | Parámetros climáticos promedio de Mérida (1951–2010) | Parámetros climáticos promedio de Mérida (1951–2010) | Parámetros climáticos promedio de Mérida (1951–2010) | Parámetros climáticos promedio de Mérida (1951–2010) | Parámetros climáticos promedio de Mérida (1951–2010) | Parámetros climáticos promedio de Mérida (1951–2010) | Parámetros climáticos promedio de Mérida (1951–2010) | Parámetros climáticos promedio de Mérida (1951–2010) | Parámetros climáticos promedio de Mérida (1951–2010) | Parámetros climáticos promedio de Mérida (1951–2010) |
| Mes                                                                | Ene.                                                 | Feb.                                                 | Mar.                                                 | Abr.                                                 | May.                                                 | Jun.                                                 | Jul.                                                 | Ago.                                                 | Sep.                                                 | Oct.                                                 | Nov.                                                 | Dic.                                                 | Anual                                                |
| ------------------------------------------------------------------ | ---------------------------------------------------- | ---------------------------------------------------- | ---------------------------------------------------- | ---------------------------------------------------- | ---------------------------------------------------- | ---------------------------------------------------- | ---------------------------------------------------- | ---------------------------------------------------- | ---------------------------------------------------- | ---------------------------------------------------- | ---------------------------------------------------- | ---------------------------------------------------- | ---------------------------------------------------- |
| Temp. máx. abs. (°C)                                               | 38.5                                                 | 38.5                                                 | 42.0                                                 | 43.0                                                 | 43.0                                                 | 41.5                                                 | 40.0                                                 | 43.0                                                 | 40.0                                                 | 39.0                                                 | 39.0                                                 | 38.5                                                 | 43.0                                                 |
| Temp. máx. media (°C)                                              | 30.0                                                 | 31.0                                                 | 34.0                                                 | 35.6                                                 | 36.3                                                 | 35.3                                                 | 35.0                                                 | 34.9                                                 | 34.2                                                 | 32.7                                                 | 30.5                                                 | 29.6                                                 | 33.5                                                 |
| Temp. media (°C)                                                   | 18.0                                                 | 20.4                                                 | 23.3                                                 | 27.9                                                 | 29.0                                                 | 28.5                                                 | 28.2                                                 | 28.1                                                 | 27.9                                                 | 24.8                                                 | 22.4                                                 | 20.0                                                 | 25                                                   |
| Temp. mín. media (°C)                                              | 13.2                                                 | 14.3                                                 | 15.6                                                 | 18.2                                                 | 21.7                                                 | 21.6                                                 | 21.4                                                 | 21.3                                                 | 21.6                                                 | 19.8                                                 | 16.3                                                 | 14.0                                                 | 18.5                                                 |
| Temp. mín. abs. (°C)                                               | 4.0                                                  | 5.0                                                  | 7.0                                                  | 9.0                                                  | 10.0                                                 | 14.0                                                 | 15.0                                                 | 15.0                                                 | 14.0                                                 | 10.0                                                 | 9.0                                                  | 5.0                                                  | 4.0                                                  |
| Lluvias (mm)                                                       | 38.4                                                 | 32.2                                                 | 22.5                                                 | 24.4                                                 | 69.4                                                 | 138.3                                                | 158.7                                                | 140.7                                                | 183.1                                                | 127.9                                                | 56.2                                                 | 45.1                                                 | 1036.9                                               |
| Días de lluvias (≥ 0.1 mm)                                         | 4.2                                                  | 3.3                                                  | 2.3                                                  | 1.9                                                  | 4.6                                                  | 10.8                                                 | 13.4                                                 | 12.8                                                 | 13.9                                                 | 9.7                                                  | 5.4                                                  | 4.3                                                  | 86.6                                                 |
| Horas de sol                                                       | 208.6                                                | 205.9                                                | 241.8                                                | 254.1                                                | 273.2                                                | 231.0                                                | 246.1                                                | 247.9                                                | 208.5                                                | 218.5                                                | 212.4                                                | 201.8                                                | 2749.8                                               |
| Humedad relativa (%)                                               | 70                                                   | 68                                                   | 63                                                   | 64                                                   | 63                                                   | 71                                                   | 72                                                   | 73                                                   | 76                                                   | 75                                                   | 75                                                   | 73                                                   | 70                                                   |
| Fuente n.º 1: Servicio Meteorológico Nacional (humidity 1981–2000) |                                                      |                                                      |                                                      |                                                      |                                                      |                                                      |                                                      |                                                      |                                                      |                                                      |                                                      |                                                      |                                                      |
| Fuente n.º 2: NOAA (sun 1961–1990)                                 |                                                      |                                                      |                                                      |                                                      |                                                      |                                                      |                                                      |                                                      |                                                      |                                                      |                                                      |                                                      |                                                      |

## Ecología

### Zonas protegidas

Mapa de la Reserva ecológica Cuxtal.

La reserva ecológica Cuxtal se localiza en el sur de la ciudad. Es un espacio verde designado por el municipio de Mérida y está compuesto por 10,757 hectáreas, terreno designado en 1993 como un área de preservación ecológica e histórica. Contiene siete haciendas, sitios arqueológicos, cenotes así como una zona de conservación de la naturaleza, la feria de Xmatkuil y la Facultad de Medicina Veterinaria y Zootecnia de la Universidad Autónoma de Yucatán. Provee el 50 % del agua de la ciudad de Mérida y es hogar de alrededor de 168 especies de aves, en su gran mayoría migratorias, además de plantas, mamíferos, reptiles, invertebrados y anfibios.

## Historia

### Época prehispánica

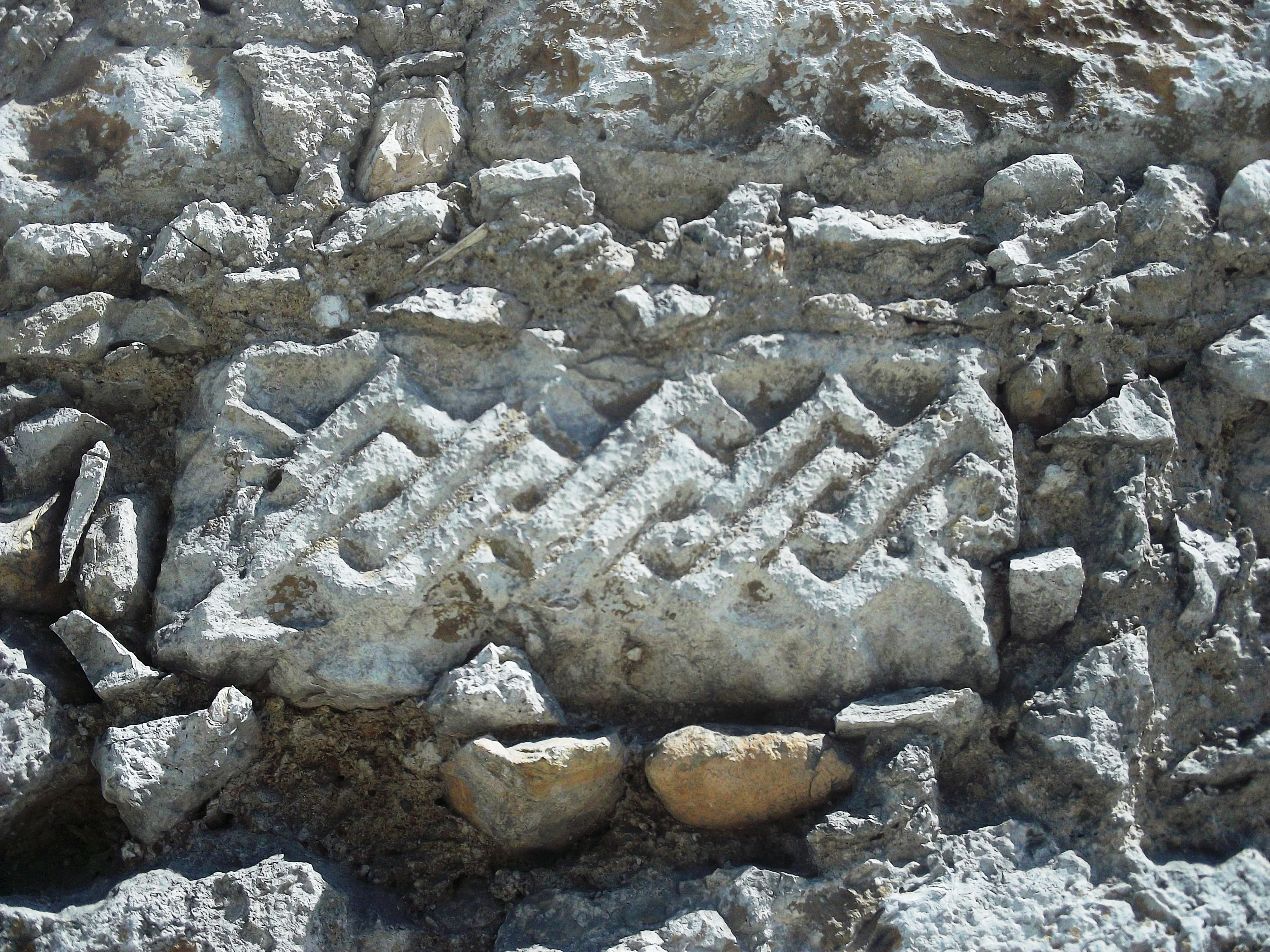
Piedra maya labrada e incrustada en la iglesia de Jesús de la Tercera Orden, muestra de uno de los tantos vestigios arqueológicos en Mérida de lo que fuera la ciudad maya de T'Ho.

Antes de la llegada de los españoles, la ciudad era conocida como T'Hó o Ichcaansihó, que en lengua maya significa ‘Cinco cerros’, y que se encontraba dentro del cacicazgo maya de Chakán. Se cree que en su época de esplendor, esta ciudad de la civilización maya era muy importante en la región, especialmente durante el período posclásico temprano (900-1200 d. C.). T'Hó fue probablemente una de las principales ciudades de la cultura maya en la Península de Yucatán y, aunque existen algunas dudas sobre si realmente T'Ho e Ichcaansihó hacen referencia al mismo sitio, se sabe que fue una ciudad maya independiente con su propio batab o gobernante y con una gran preeminencia en la región.

### Conquista
La conquista de los territorios donde se encontraría la actual ciudad de Mérida fue un proceso largo y complicado que comenzó en 1517 con la llegada de las primeras expediciones españolas que llevaron al eventual descubrimiento de Yucatán. Sin embargo, la verdadera organización de la conquista comenzó en 1527 con la llegada de los Montejo, quienes emprendieron una serie de campañas militares para someter a los pueblos mayas de la región. Los mayas, sin embargo, ofrecieron una feroz resistencia. Uno de los principales obstáculos para los conquistadores fue la fortaleza de los pueblos mayas del norte de la península, entre ellos los itzáes, que provenían de la región del Lago Petén Itzá, en lo que hoy es Guatemala.

### Fundación

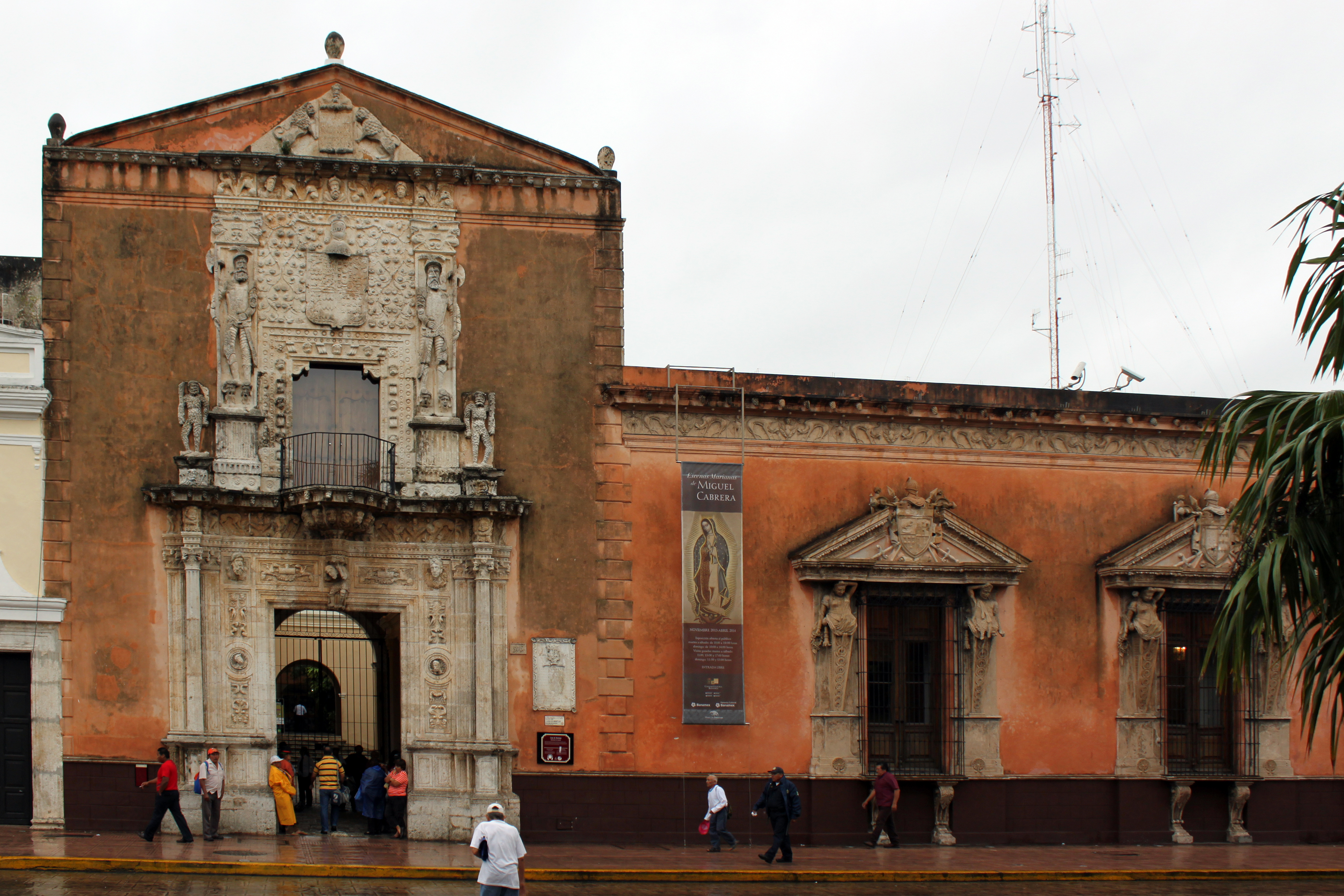
Casa que fue de los Montejo: Francisco de Montejo el Adelantado, Francisco de Montejo el Mozo y Francisco de Montejo, el Sobrino. Ubicada en la plaza grande de la ciudad.

Mérida fue fundada el 6 de enero de 1542 por el español Francisco de Montejo el Mozo y cien familias españolas. Esta ciudad fue construida sobre las ruinas de la población maya Ichkaansihó, también conocida como T'Hó, ya abandonada a la llegada de los españoles, en el siglo XVI. Consigna el historiador Juan Francisco Molina Solís que cuando los soldados españoles entraron a T'Hó, en 1541, «apenas había 200 casas de palma ocupadas por aproximadamente un millar de indígenas mal nutridos, junto a colosales ruinas y restos de edificios sorprendentes y bellos que coronaban agrestes cerros cubiertos de añeja arboleda».

### Época colonial

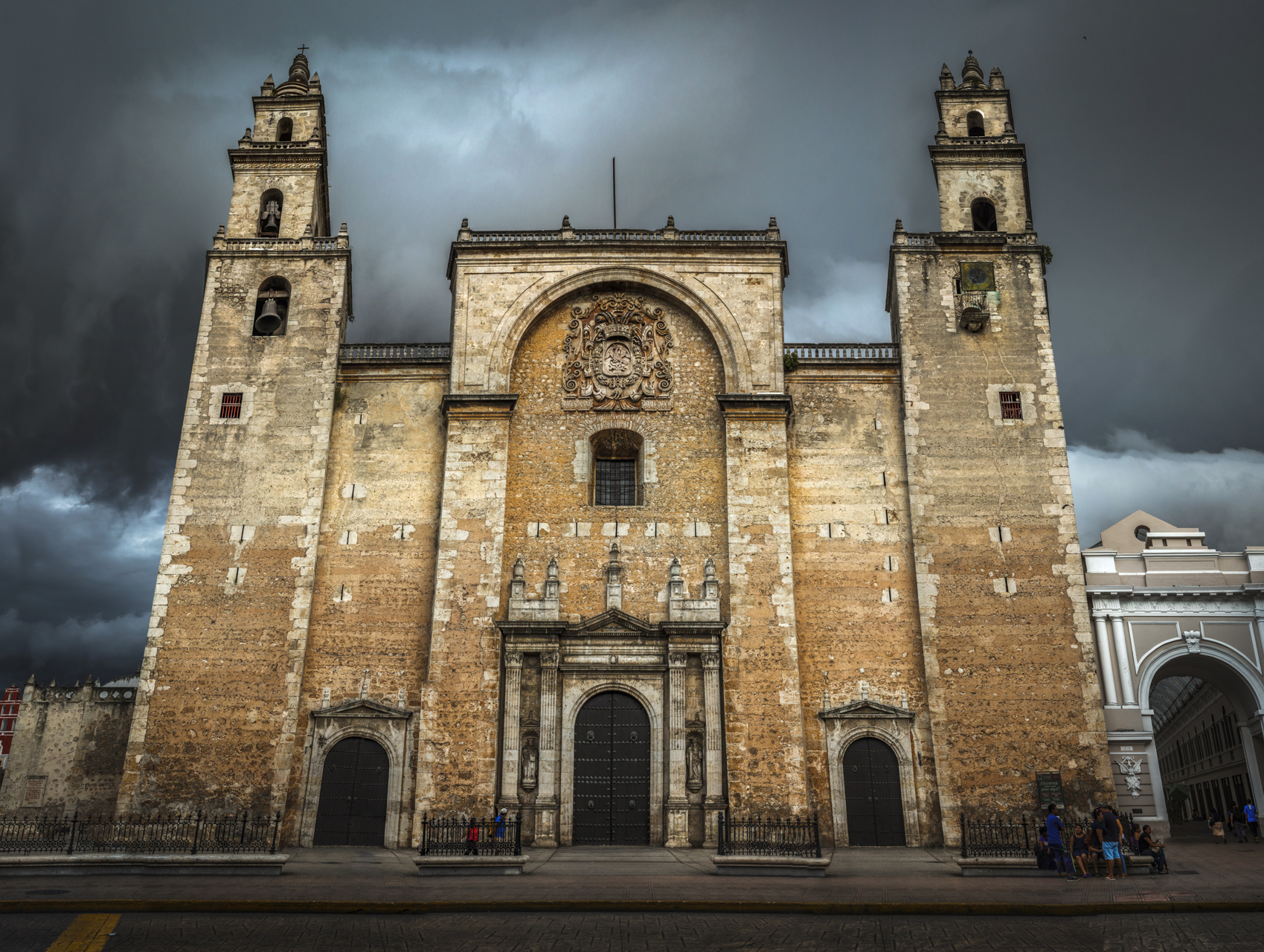
La Catedral de San Ildefonso es, de entre las subsistentes, la más antigua de la América continental.

Parte de la arquitectura colonial de la ciudad correspondiente a los siglos XVII y XVIII puede ser apreciada en el centro de la ciudad. Las calles fueron trazadas siguiendo el clásico plan hipodámico que se puede ver en la mayoría de las ciudades coloniales producto de la colonización española de América. Durante este período, a fin de proteger la ciudad de las sublevaciones indígenas se propuso un plan de amurallamiento, del que solo se llevaron a cabo el muro rodeando la ciudad con las entradas o arcos. De esta manera, la población quedaría dividida finalmente en cuatro secciones con sus respectivos barrios, mismos que adoptaron los nombres de sus santos patronos, quedando al sur el barrio de San Sebastián, al oriente San Cristóbal, al norte Santa Lucía y Santa Ana, y al poniente Santiago y Santa Catarina, este último hoy en día desaparecido, pero que estuvo dentro de lo que hoy es el parque zoológico del Centenario. Esta disposición marcaba de manera clara los barrios que se encontraban fuera de los límites de los arcos y que estaban destinados para los habitantes indígenas, mientras que el centro de la ciudad se reservaba para los españoles. Actualmente solamente se conservan el arco del barrio de San Juan y los arcos de Dragones y del Puente en el barrio de la Mejorada.

### México independiente

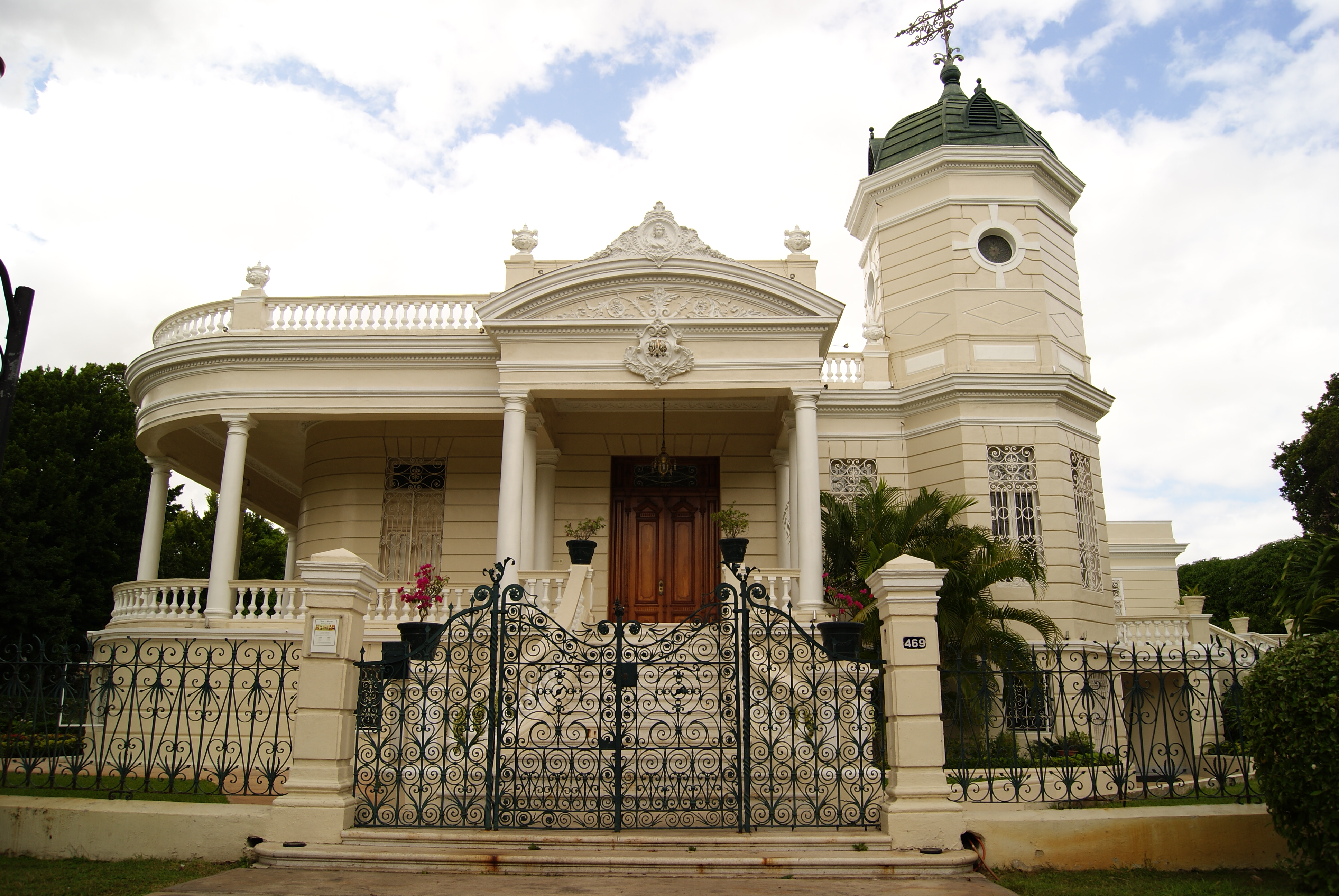
La Quinta Montes Molina en el paseo de Montejo construida en la época del porfiriato.

Durante el siglo XIX e inicios del XX hubo un proceso de «afrancesamiento» de la arquitectura urbana que quedó plasmado en las viejas casonas construidas en esa época en el paseo de Montejo muchas de las cuales existen todavía. Los años del oro verde, los del auge de la industria henequenera a finales del siglo XIX, constituyeron una época de afluencia económica para Mérida. La situación de bonanza permitió que la ciudad tuviese alumbrado público eléctrico y tranvías antes que muchas otras ciudades de México. A principios del siglo XX, Mérida contaba con un gran número de familias adineradas que eran conocidas en su conjunto y de manera sarcástica como la «Casta Divina», ya que su riqueza contrastaba con la pobreza generalizada del resto de la población, especialmente los indígenas. El paseo de Montejo antes mencionado es una avenida construida en ese entonces e inspirada en los grandes bulevares de París, a cuya vera se construyeron las mansiones de los acaudalados hacendados henequeneros.

### Época contemporánea
El siglo XIX estuvo marcado por grandes cambios. Durante la época en la que se intentó formar la República de Yucatán, se pretendió establecer a la ciudad de Mérida como capital de este nueva entidad política separada del país. Sin embargo, en el año 1848, Yucatán se reincorporaría finalmente a México en gran parte por la situación tan complicada que se vivía en la época debido a la Guerra de Castas. En ete conflicto, los mayas se enfrentaban contra la población no indígena, generando un ambiente político sumamente inestable en la península. Durante este siglo también se introduciría la energía eléctrica, el ferrocarril y los primeros vehículos motorizados a la ciudad.
El siglo XX también fue un período de importantes acontecimientos para Mérida en el contexto de la revolución mexicana en Yucatán que se empezó a desarrollar a principios de siglo. Este episodio generó cambios sociales radicales que se verían reflejados en sucesos como el ocurrido el 13 de enero de 1916, cuando se realizó en el Teatro Peón Contreras de la ciudad el Primer Congreso Feminista de Yucatán, el cual fue el primero en México y el segundo en Latinoamérica.

## Demografía
Según el censo de 2020 realizado por el INEGI, la población de la ciudad era de 921,771 habitantes, de los cuales  479,369 eran hombres y 515,760 mujeres.
El municipio al que pertenece la localidad tenía un índice de desarrollo humano alto de 0.822, lo que la ubicaba en el primer lugar de la entidad en 2020, estando por encima de la media estatal que fue de 0.751 según el PNUD en 2020.

## Evolución
Mérida es el centro de población más habitado del estado. Durante el siglo XX, la ciudad pasó de tener 62 447 habitantes en 1910 a 142 858 para mediados del siglo, en 1950; su población llegó a los 523 422 habitantes en 1990. Durante las primeras dos décadas del siglo XXI la población de Mérida pasó de 662 000 a 921 771 habitantes. [cita requerida]

### Zona metropolitana de Mérida

Localización de la Zona Metropolitana de Mérida.

La Zona Metropolitana de Mérida, según datos del INEGI en 2015, se localiza en la parte noroeste del estado mexicano de Yucatán y está conformada oficialmente por 11 municipios, de los cuales 3 son considerados como municipios centrales, es decir, municipios que cuentan con una conurbación continua, dichos tres municipios son: Mérida, Kanasín y Umán, los otros dos municipios son: Acanceh, Conkal, Hunucmá, Samahil, Timucuy, Tixkokob, Tixpéhual y Ucú, que son considerados como municipios exteriores pertenecientes a la zona metropolitana pero que no forman parte de su continua mancha urbana integral (conurbación), de igual manera en algunos documentos oficiales y estadísticas también se cuentan al municipio de Progreso.

### Religión

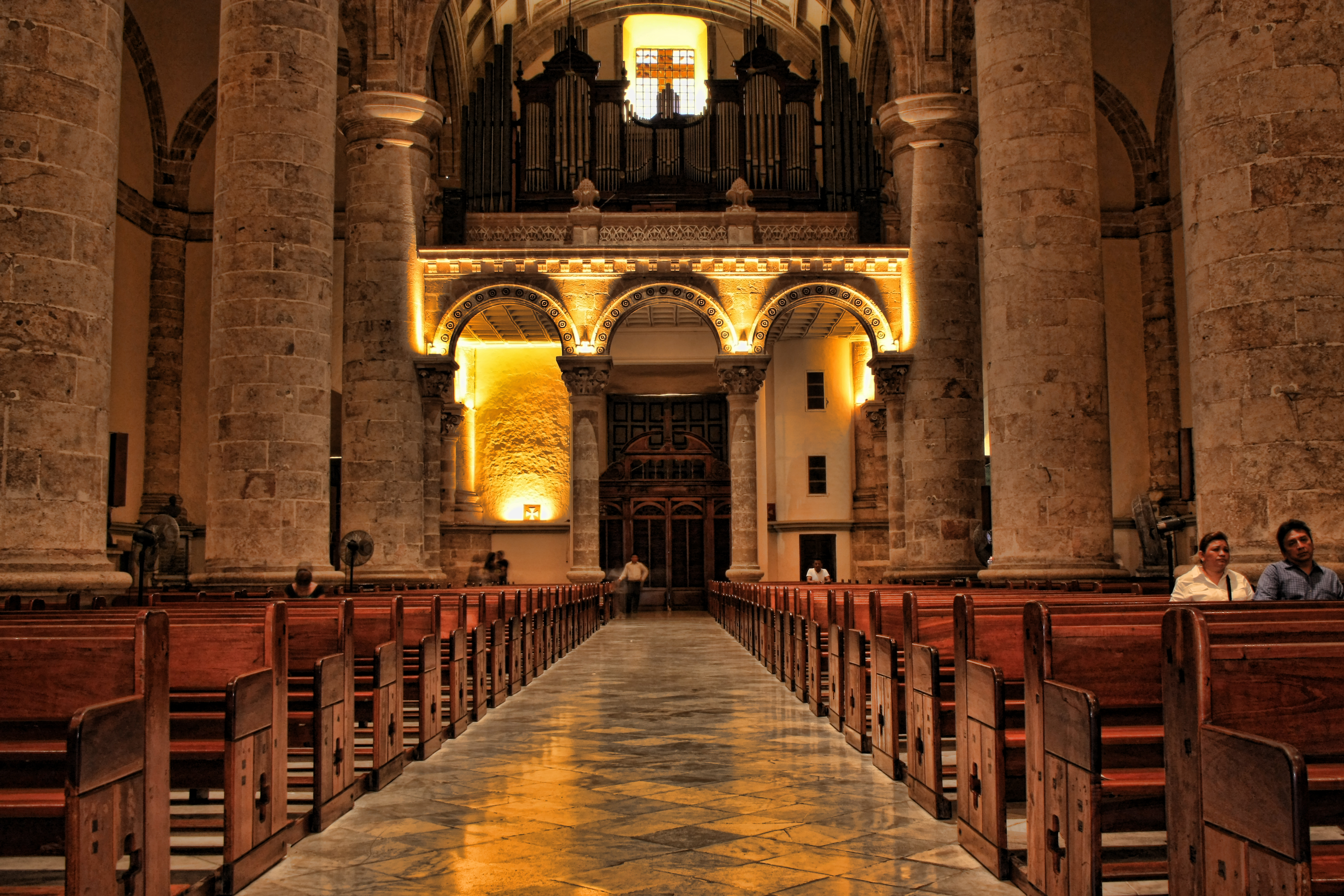
Interior de la Catedral de San Ildefonso.

La población es predominantemente católica. También hay una presencia de La iglesia adventista del séptimo día, la Iglesia Ortodoxa, los Testigos de Jehová, la Iglesia Bautista, la iglesia Presbiteriana, Asambleas de Dios, Calvary Chapel, La Iglesia de Jesucristo de los Santos de los Últimos Días, La Luz del Mundo, iglesias evangélicas independientes entre otras.
En el año 2000, de acuerdo al citado censo efectuado por el INEGI, la población de más de 5 años que era católica ascendía a 553 227 habitantes, mientras que los no católicos suman 80 714 habitantes.
En agosto de 1993 el Papa San Juan Pablo II visitó esta ciudad, en su tercera visita a México.

## Política

### Capital de Yucatán

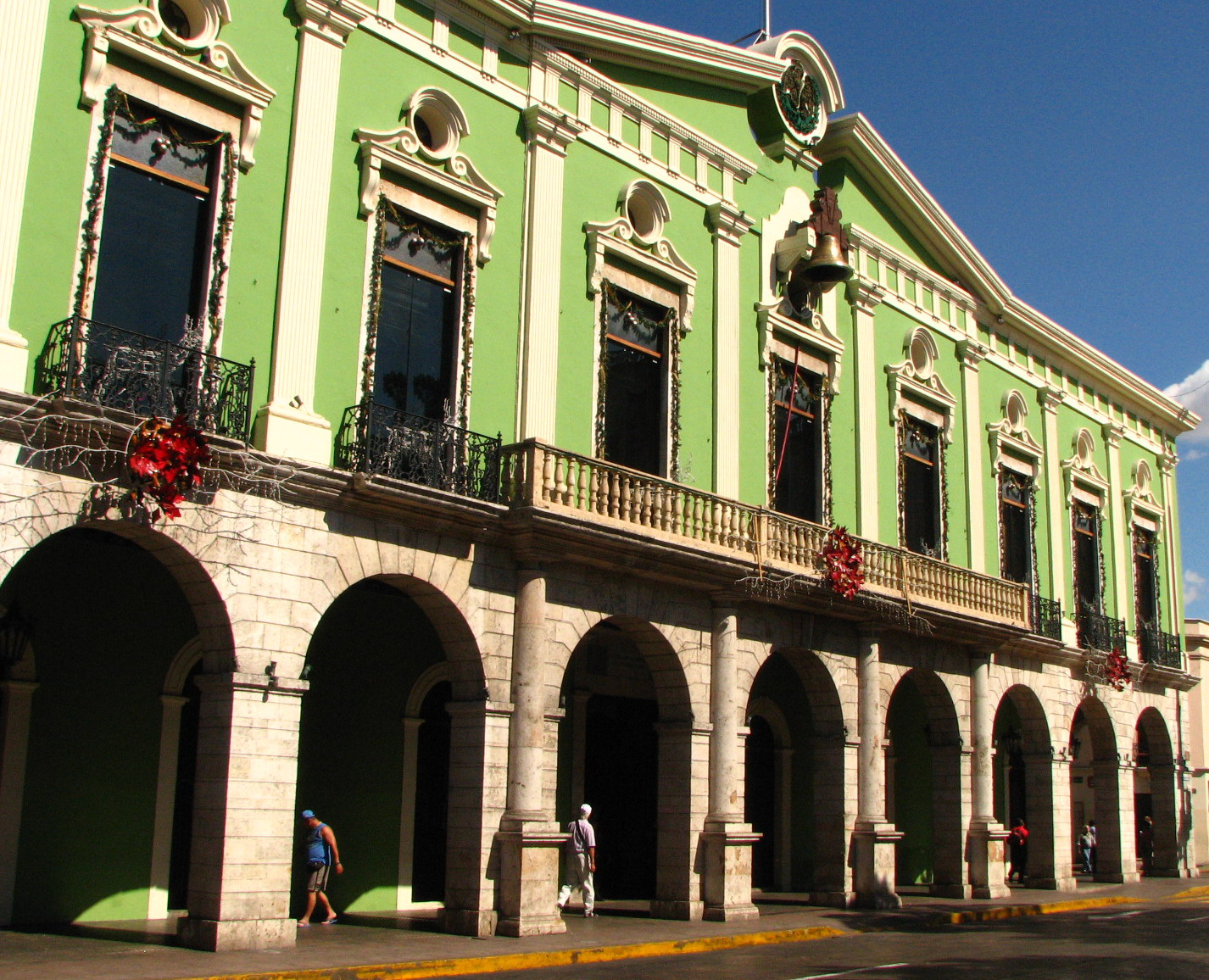
Palacio de Gobierno del Estado de Yucatán inaugurado en 1892 en el centro histórico de Mérida.

La actual Constitución Política del estado de Yucatán de 1918 establece en su artículo 17 lo siguiente:

«Artículo 17.- Los Poderes Públicos del Estado residirán en la ciudad de Mérida, dichos poderes, en caso de guerra o alteración grave del orden público, podrán trasladar a otra localidad la residencia de los mismos.»
Artículo 17.o de la Constitución Política del Estado Libre y Soberano de Yucatán

Por tanto, al ser la ciudad de Mérida la capital del estado, es la sede de la mayoría de los organismos públicos, dependencias y secretarías del Gobierno del Estado de Yucatán, así como de los poderes legislativo, judicial, y ejecutivo del estado, cuyas principales máximas autoridades y representantes se hallan, respectivamente, en el H. Congreso del Poder Legislativo del Estado de Yucatán, en el Tribunal Superior de Justicia del Poder Judicial del Estado de Yucatán y en el Palacio de Gobierno del Poder Ejecutivo del Estado de Yucatán, este último siendo la residencia del Gobernador de Yucatán.

### Municipio de Mérida

Municipio de Mérida en el estado de Yucatán, según los límites del INEGI.

La ciudad de Mérida, además de ser la capital del estado de Yucatán, es también la cabecera municipal del municipio de Mérida, uno de los 106 municipios de Yucatán, mismo que se encuentra en el noroeste del estado y que ocupa una superficie total de 885,14 km².
En el ámbito político-electoral, pertenece a los distritos electorales estatales 1, 2, 3, 4, 5, 6, 7, 8 y 9 así como a los distritos electorales federales 3, 4 y 6.
En el 2020, el municipio tenía una población de 995 129 habitantes, el 92,63 % de ellos en la cabecera municipal y el resto en las localidades de Caucel, Cholul, Komchén, Chablekal, San José Tzal, Leona Vicario, entre otras.

### Administración
La autoridad municipal está constituida en un ayuntamiento, integrado por un presidente municipal, alcalde o primer edil, regidores y síndicos.

## Servicios públicos

### Educación
| Población por escolaridad | Población por escolaridad | Población por escolaridad | Población por escolaridad | Población por escolaridad |
| ------------------------- | ------------------------- | ------------------------- | ------------------------- | ------------------------- |
| Grado académico           | Grado académico           |                           | Porcentaje                | Porcentaje                |
| Sin escolaridad           | Sin escolaridad           |                           | 2.2 %                     | 2.2 %                     |
| Básica                    | Básica                    |                           | 36.1 %                    | 36.1 %                    |
| Media superior            | Media superior            |                           | 25.9 %                    | 25.9 %                    |
| Educación superior        | Educación superior        |                           | 35.6 %                    | 35.6 %                    |
| Fuente: INEGI (2020)      |                           |                           |                           |                           |

Mérida tenía un total de 10 322 analfabetas mayores de 15 años en el año 2020, por lo que el índice de alfabetización de la ciudad era de 97.7 % en este sector de la población, cifra que está por encima de la media estatal de 94 %, y de la media nacional que era de 95.3 %.
La educación superior es impartida por instituciones públicas y privadas. La ciudad es sede de la Universidad Autónoma de Yucatán (UADY), universidad pública que es considerada como la máxima casa de estudios del estado. También es sede de otras instituciones públicas como el Instituto Tecnológico de Mérida (ITM), la Universidad Tecnológica Metropolitana (UTM), la Universidad de las Artes de Yucatán (UNAY), la Universidad Politécnica de Yucatán (UPY) y la Universidad Nacional Autónoma de México (UNAM) mediante la Escuela Nacional de Estudios Superiores Unidad Mérida (ENES Unidad Mérida). Las instituciones privadas tienen una amplia oferta educativa, entre las que destacan la Universidad Anáhuac Mayab, la Universidad del Valle de México (UVM), la Universidad Marista de Mérida, la Universidad Mesoamericana de San Agustín, la Universidad Latino, la Universidad Modelo, la Universidad del Sur (UNISUR), la Universidad Interamericana para el Desarrollo (UNID), la Universidad Vizcaya de las Américas (UVA) y la Universidad Tec Milenio.

### Salud

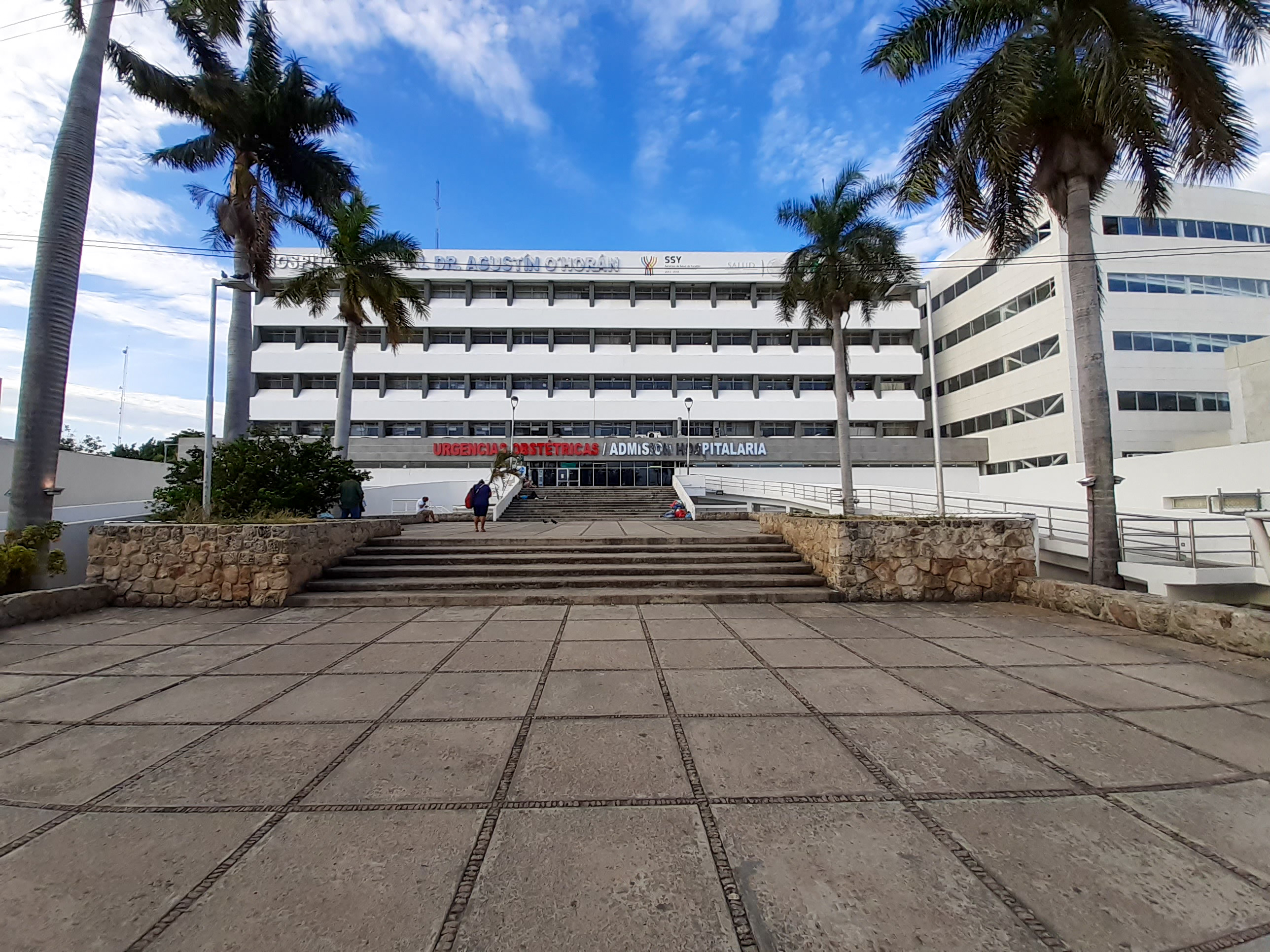
Hospital General Agustín O'Horán.

El sistema de salud de la ciudad se divide entre las unidades de salud pública y las unidades del sector privado. En el sector público, se encuentran presentes unidades de atención primaria y hospitales de los Servicios de Salud de Yucatán (SSY), del Instituto Mexicano del Seguro Social (IMSS) y del Instituto de Seguridad y Servicios Sociales de los Trabajadores del Estado (ISSSTE); mientras que la medicina privada está presente a través de una amplia gama de clínicas y consultorios médicos, así como grandes hospitales privados.
La Secretaría de Salud tiene a su cargo dos unidades de atención primaria, el Hospital Materno Infantil de Mérida, el Hospital de la Amistad Corea-México, el Hospital General Agustín O'Horán y el Hospital Regional de Alta Especialidad de la Península de Yucatán. El Instituto Mexicano del Seguro Social ofrece sus servicios mediante seis unidades de atención primaria, el Hospital General Regional n.º 12 Benito Juárez y el Hospital General Regional T-1 Ignacio García Téllez. El Instituto de Seguridad y Servicios Sociales de los Trabajadores del Estado atiende a su población derechohabiente a través de dos hospitales. Otra institución pública que brinda servicios es el Hospital Regional Militar.
La iniciativa privada ha impulsado el turismo médico en la ciudad, ofreciendo cirugías, tratamientos y rehabilitación que destacan a Mérida en el país. Los mayores hospitales privados de la ciudad son la Clínica de Mérida, el Centro Médico de las Américas, el Centro Médico Pensiones, el Hospital StarMédica, y el Hospital Faro del Mayab.

### Seguridad

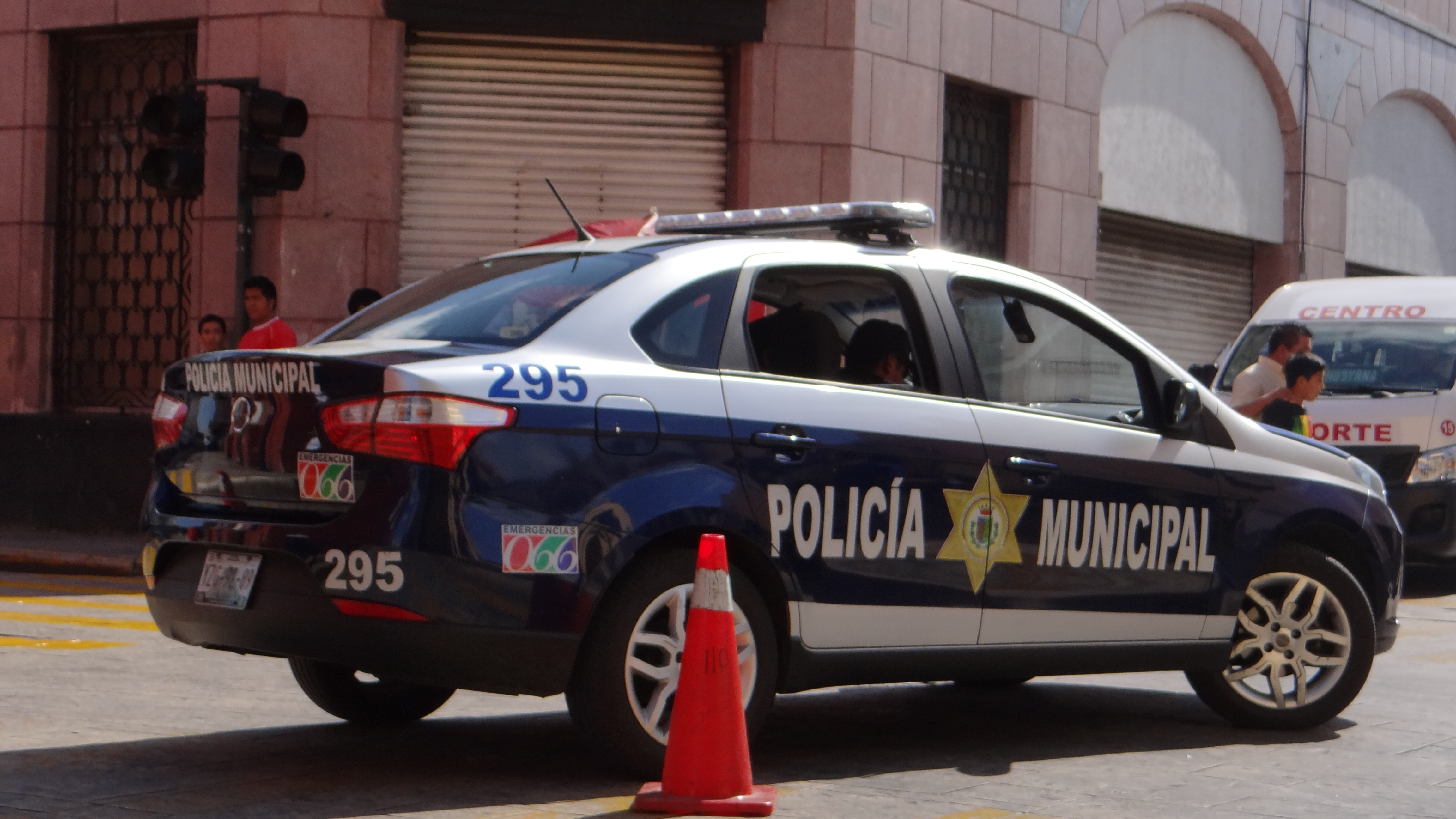
Vehículo de la policía municipal de Mérida en una de las calles del centro de la ciudad.

Mérida es una de las ciudades con mejor percepción de seguridad en el país, de acuerdo con la Encuesta Nacional de Seguridad Pública Urbana del Instituto Nacional de Estadística y Geografía. Los niveles de seguridad han sido comparados con los de las ciudades europeas más seguras.
La ciudad cuenta, en materia de seguridad pública, con vigilancia de la Secretaría de Seguridad Pública del Estado y, dentro del primer cuadro de la ciudad, de la Dirección de Policía Municipal. La distribución geográfica de ambas instituciones ha servido de ejemplo a otras ciudades del país con resultados favorables en materia de seguridad.
Además, el desarrollo de diversos fraccionamientos y complejos residenciales privados que siguen un modelo de urbanización cerrada con vigilancia propia ha permitido preservar la seguridad de los habitantes de los mismos. La sociedad también juega un papel importante en materia de seguridad, pues gracias a un tejido social sólido se ha logrado la prevención del delito, así como el fomento de la solidaridad y cooperación entre los habitantes de los vecindarios.

## Ciencia y tecnología

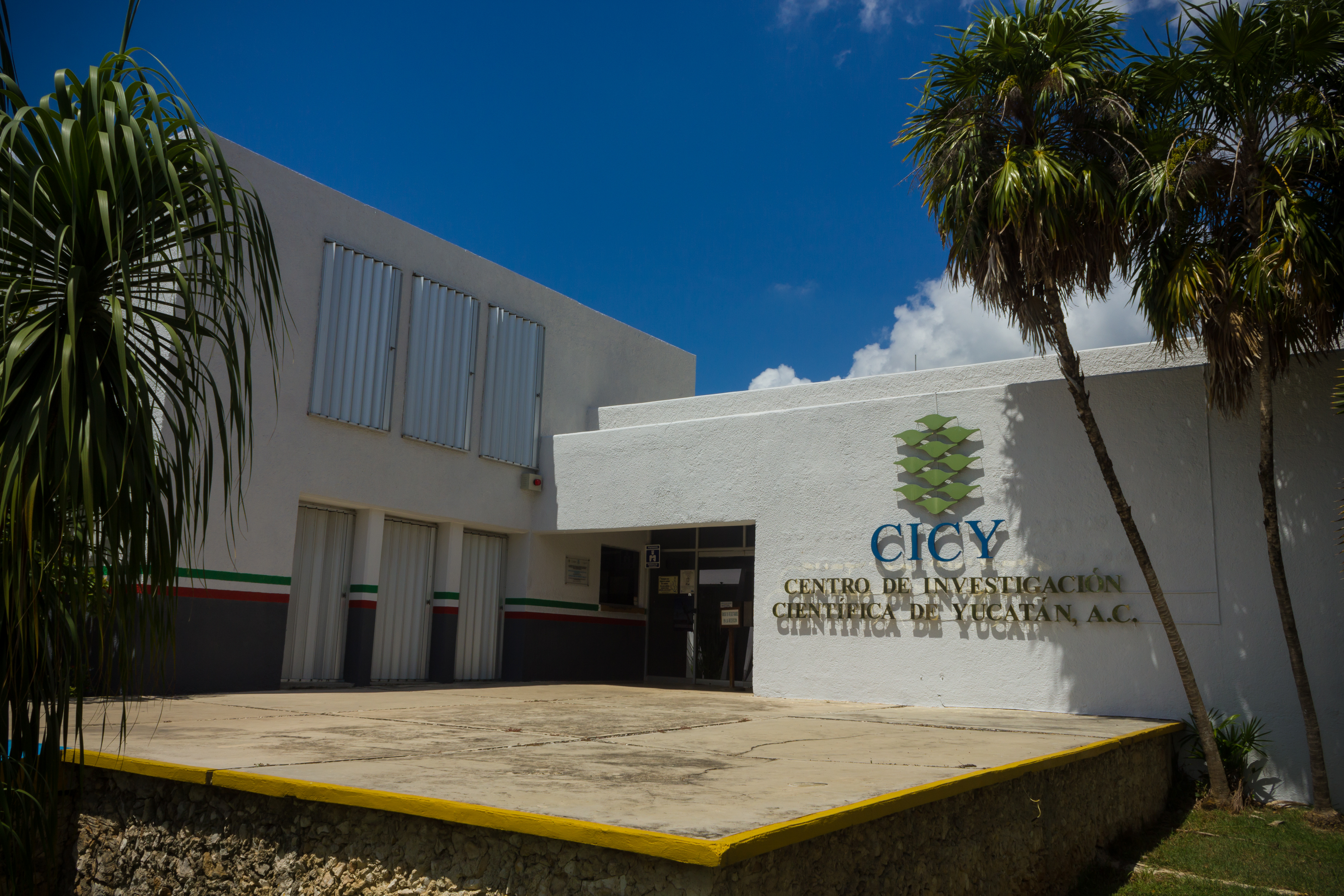
Centro de Investigación Científica de Yucatán del Consejo Nacional de Ciencia y Tecnología.

La ciudad alberga a importantes institutos de investigación nacionales y locales, entre los que se encuentran el Centro de Investigación Científica de Yucatán (CICY) del Consejo Nacional de Ciencia y Tecnología (Conacyt), una unidad del Centro de Investigación y de Estudios Avanzados (Cinvestav Unidad Mérida), el Centro de Investigaciones Regionales Dr. Hideyo Noguchi de la Universidad Autónoma de Yucatán (CIR-UADY), el Centro Peninsular en Humanidades y Ciencias Sociales (CEPHCIS) y la Escuela Nacional de Estudios Superiores Unidad Mérida (ENES Mérida), estas dos últimas pertenecientes a la Universidad Nacional Autónoma de México (UNAM).
Cerca de la ciudad también se encuentra el Parque Científico y Tecnológico de Yucatán (PCTY), que es un complejo de centros de investigación ubicado al noroeste del estado. Fue inaugurado en 2008 y en 2015 albergaba a más de 1100 investigadores pertenecientes a 68 instituciones de educación superior que se desempeñaban, principalmente, en los sectores de biotecnología, tecnologías de la información, tecnologías para la sustentabilidad y logística.

## Economía
Siglos XIX y XX

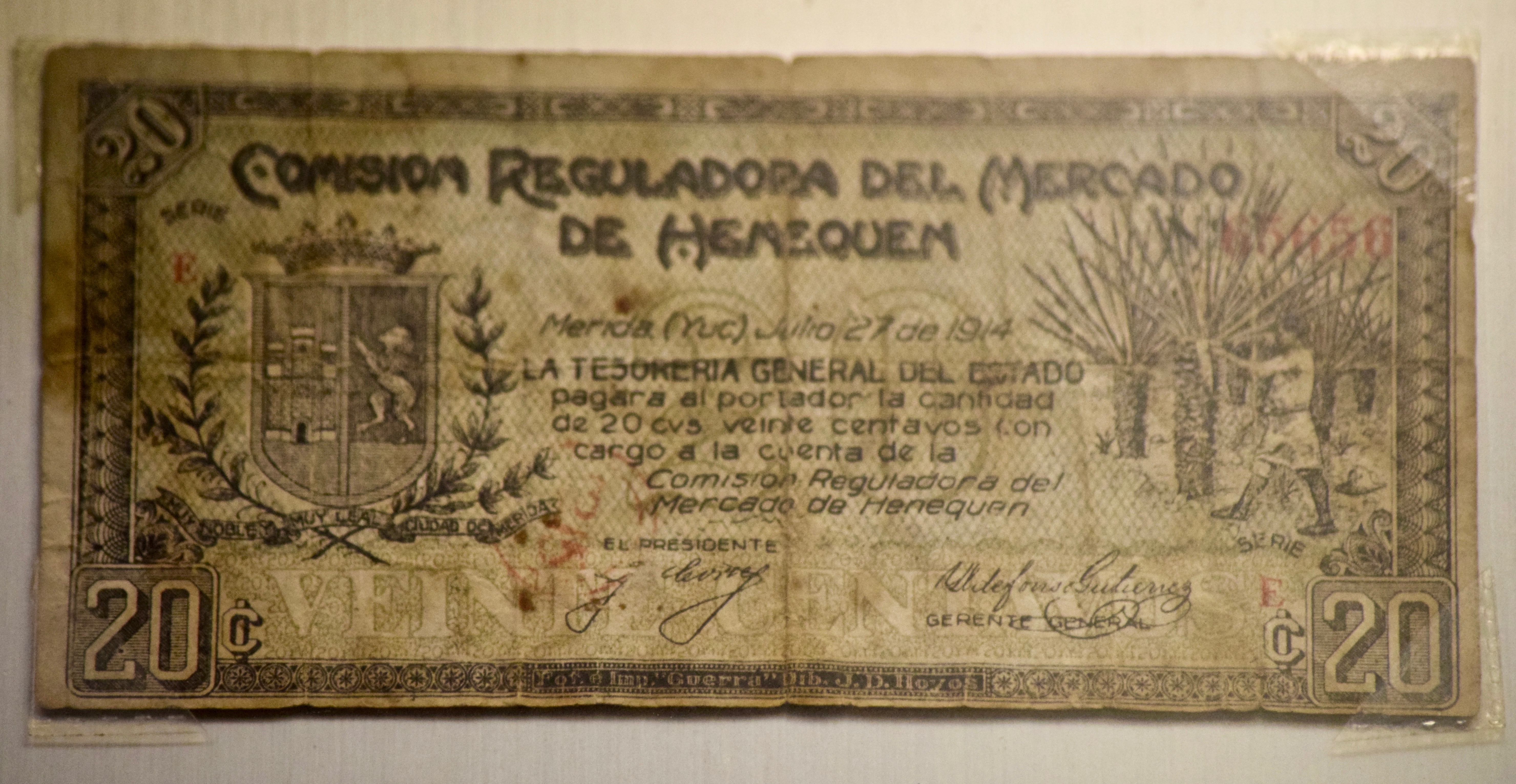
Billete de 20 centavos de la Comisión Reguladora del Mercado de Henequén con el escudo de Mérida impreso.

A mediados del siglo XIX, Mérida era uno de los más importantes centros a nivel mundial del comercio de henequén, una planta de tipo agave que era una materia prima bastante importante para la industria textil internacional. Esto produjo un increíble nivel de riqueza que pronto se haría evidente tanto en la ciudad de Mérida como en las grandes propiedades agrícolas conocidas como haciendas henequeneras que se extendían por toda la península. A partir de 1938 y con la invención del nailon, las empresas henequeneras empezaron a quebrar, con lo cual la economía de Mérida colapsó y tuvo que readaptarse durante medio siglo a una realidad económica totalmente diferente.
Actualidad

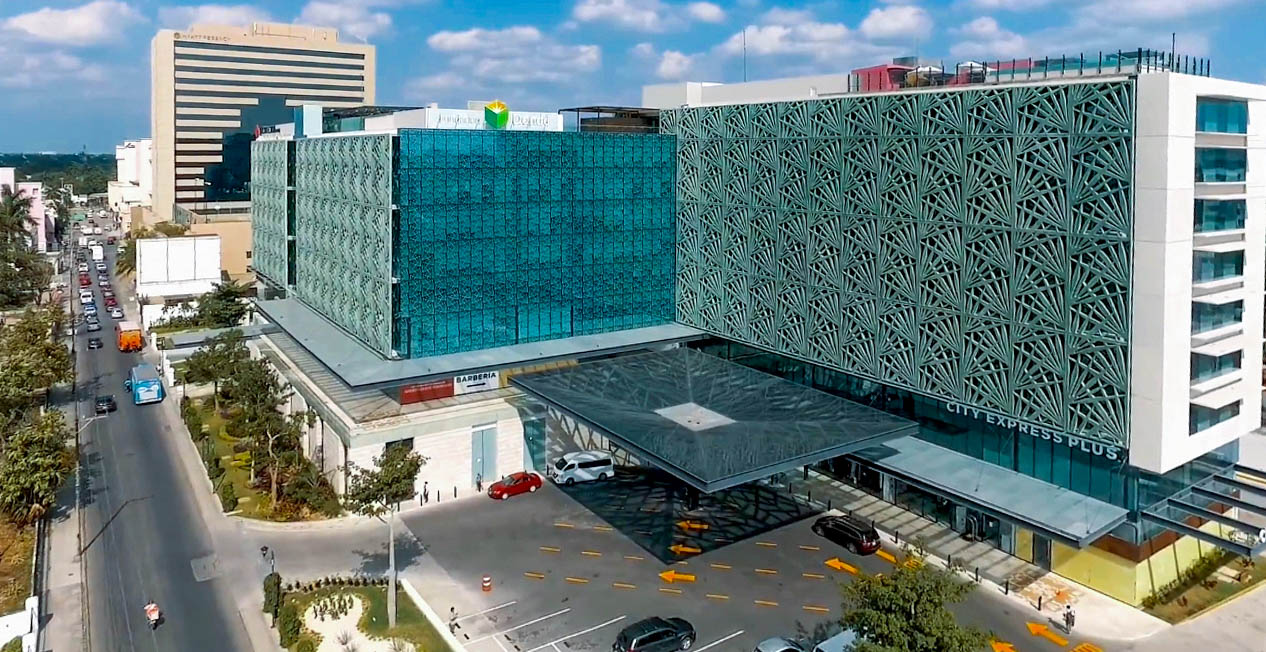
El Paseo 60 en primer plano y el Hyatt Regency Mérida de fondo, uno de los edificios más altos de la ciudad.

Hoy en día, la economía de Mérida, enfocada principalmente en actividades económicas del sector terciario, es bastante robusta con una de las tasas de desempleo más bajas del país. Además, en 2019 ocupaba el decimotercer lugar entre los destinos más visitados de México, por lo que la industria turística es una de las más importantes para la ciudad, lo cual ha atraído fuertemente la inversión de diferentes empresas tanto nacionales como extranjeras en la región. El ambiente seguro y los altos estándares sociales que han caracterizado a la ciudad de manera sostenida en el tiempo también la han convertido en un lugar muy atractivo e ideal para la inversión por parte de empresas del sector inmobiliario.
Índices e indicadores
La revista Forbes ha llegado a considerar a Mérida en tres ocasiones diferentes como una de las 3 mejores ciudades para vivir e invertir en el país, esto debido a diversos factores como altos niveles de seguridad, buena calidad de vida, amplia oferta cultural, ubicación geográfica estratégica, incentivos por parte del gobierno e infraestructura de altura.
Asimismo, de entre 32 ciudades mexicanas de cada estado analizadas en una de las mediciones del Índice de facilidad para hacer negocios del Grupo del Banco Mundial, la ciudad de Mérida se colocó en cuarta posición en el rubro de facilidad de apertura de un negocio. Este índice proporcionó durante varios años una buena medición de las normas que regulan la actividad empresarial y su aplicación en 189 economías y ciudades seleccionadas en el ámbito subnacional y regional.
En el ámbito estadístico, el estudio «Indicadores Regionales de Actividad Económica 2022» elaborado por Citibanamex estimó que el PIB del área metropolitana de Mérida es de $221.3 millones de pesos mexicanos, ocupando la undécima posición de entre las zonas estudiadas a nivel nacional, mientras que el PIB per cápita de la misma área se calculó en $168,200 MXN, situándose en el puesto 17 de todo el país.

## Infraestructura

### Transportes

#### Aeropuerto
Al suroeste de la ciudad de Mérida se encuentra el Aeropuerto Internacional Manuel Crescencio Rejón. Cuenta con vuelos comerciales a muchas ciudades de México, así como a destinos internacionales, tales como Miami, Houston, Atlanta, Dallas, Milán, Roma, Toronto, La Habana, Ciudad de Guatemala y Belice. También recibe un importante número de vuelos destinados exclusivamente a la carga. En 2022 movió más de 3 millones de pasajeros, y es administrado por la empresa Grupo Aeroportuario del Sureste (ASUR).

#### Transporte público

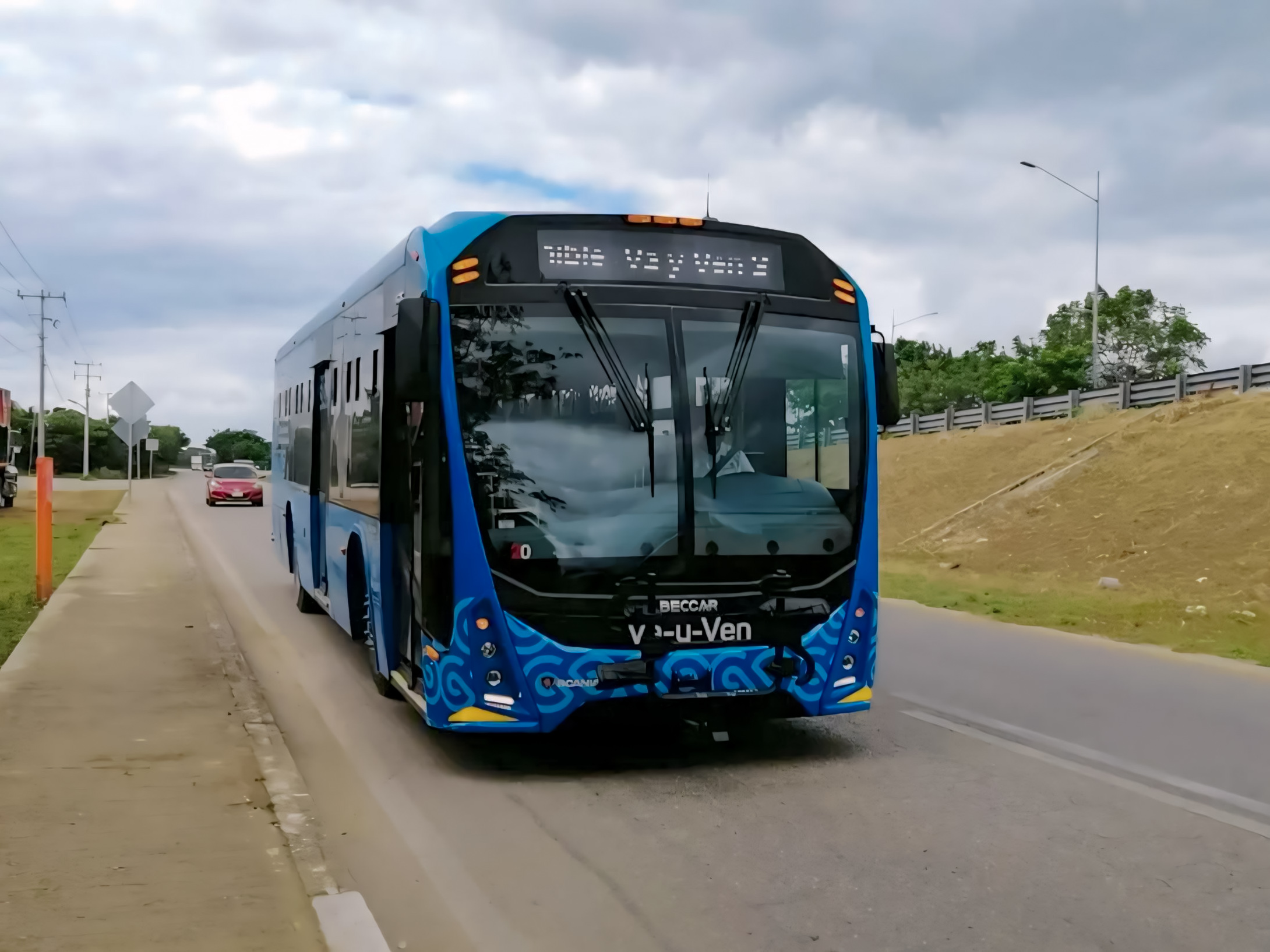
Una unidad del Sistema Metropolitano de Movilidad Amable y Sostenible "Va-y-Ven" que cubre la ruta del Anillo Periférico de Mérida.

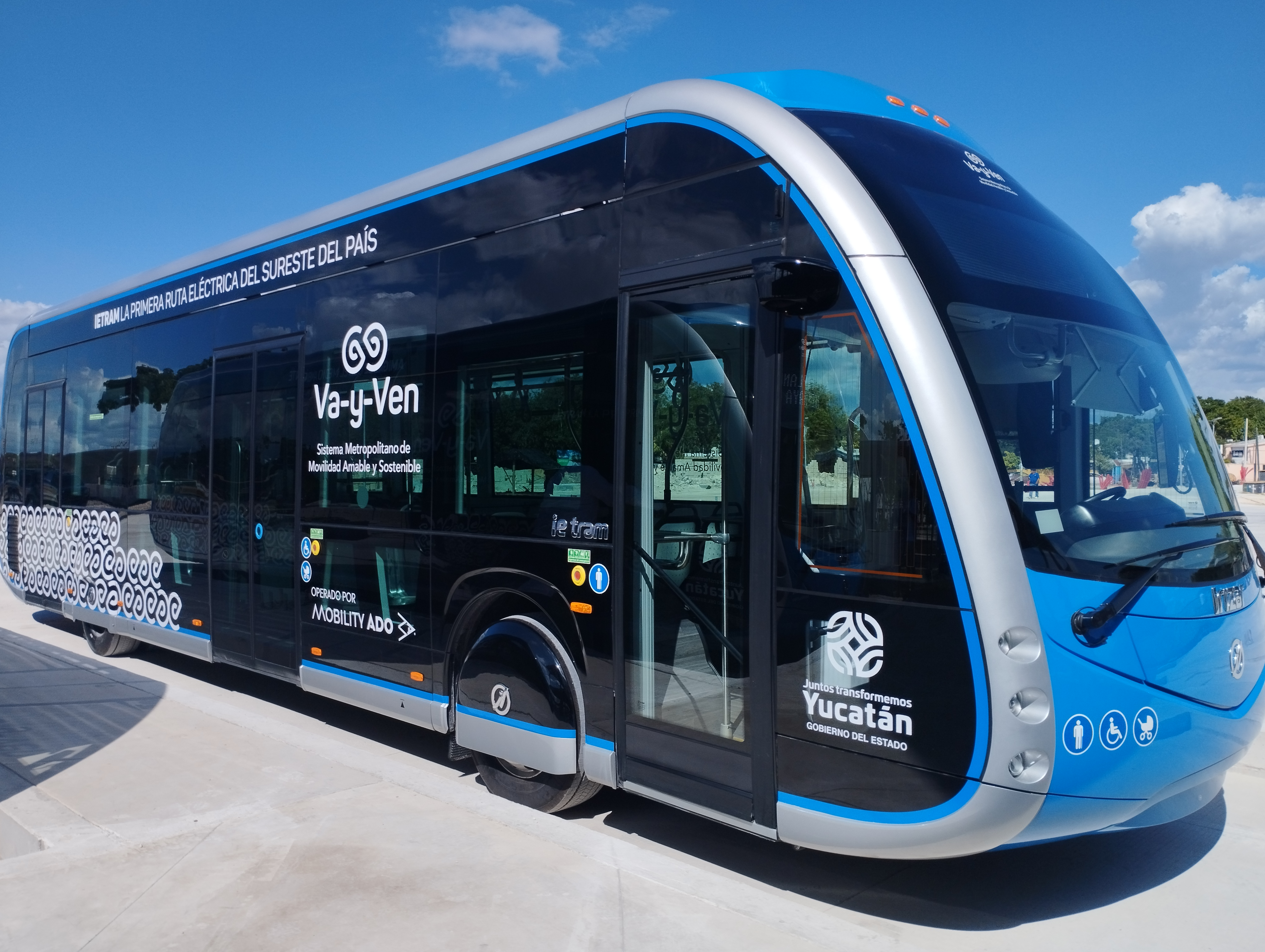
Unidad del IE-TRAM en 2023.

El transporte público terrestre es proporcionado por empresas locales de autobuses y taxis a prácticamente todos los rincones de la ciudad y del extenso territorio estatal y peninsular. Del mismo modo, la Península de Yucatán y con ella Mérida, está servida por varias empresas transportistas por carretera tales como ADO y Autobuses Unidos que la enlazan convenientemente con el resto del territorio nacional. 
La ciudad además estará interconectada con las localidades y ciudades más importantes de la península por medio del Tren Maya. A un nivel más local, el área metropolitana de la ciudad está abastecida por el sistema de transporte público Va y Ven que recorre el Anillo Periférico de Mérida Lic. Manuel Berzunza y Berzunza, mientras que el Ie-Tram Yucatán cubrirá una ruta que la enlazará con las ciudades vecinas de Kanasín y Umán que se encuentran dentro de la misma zona metropolitana de Mérida.

#### Transporte privado
Los principales proveedores de transporte privado que ofrecen sus servicios en la ciudad son Uber, DiDi, Cabify e InDriver. En los suburbios de la zona metropolitana también son comunes los mototaxis.

### Comunicaciones
Televisión
Radio
Prensa escrita
El periódico de mayor circulación en la ciudad y en general en la península es el Diario de Yucatán, fundado por el periodista yucateco Carlos R. Menéndez en 1925. Posteriormente, su nieto Eduardo R. Menéndez Rodríguez editaría a partir de 1988 el semanario de análisis político e información conocido como La Revista Peninsular. 
Otros de los periódicos de mayor circulación en la región son Por Esto! fundado en 1991 y Milenio Novedades propiedad de grupo SIPSE. Entre los periódicos más populares también se encuentra De Peso, que empezó a circular en el año 2004 con un estilo más amarillista.
Telefonía
Mérida cuenta con la señal de telefonía móvil de Telcel en las modalidades 2G, 3G, 4G y 5G para toda el área urbana, mientras que las redes telefónicas de Movistar México y AT&T México ofrecen cobertura para la ciudad en las modalidades 3G y 4G.

### Centros comerciales

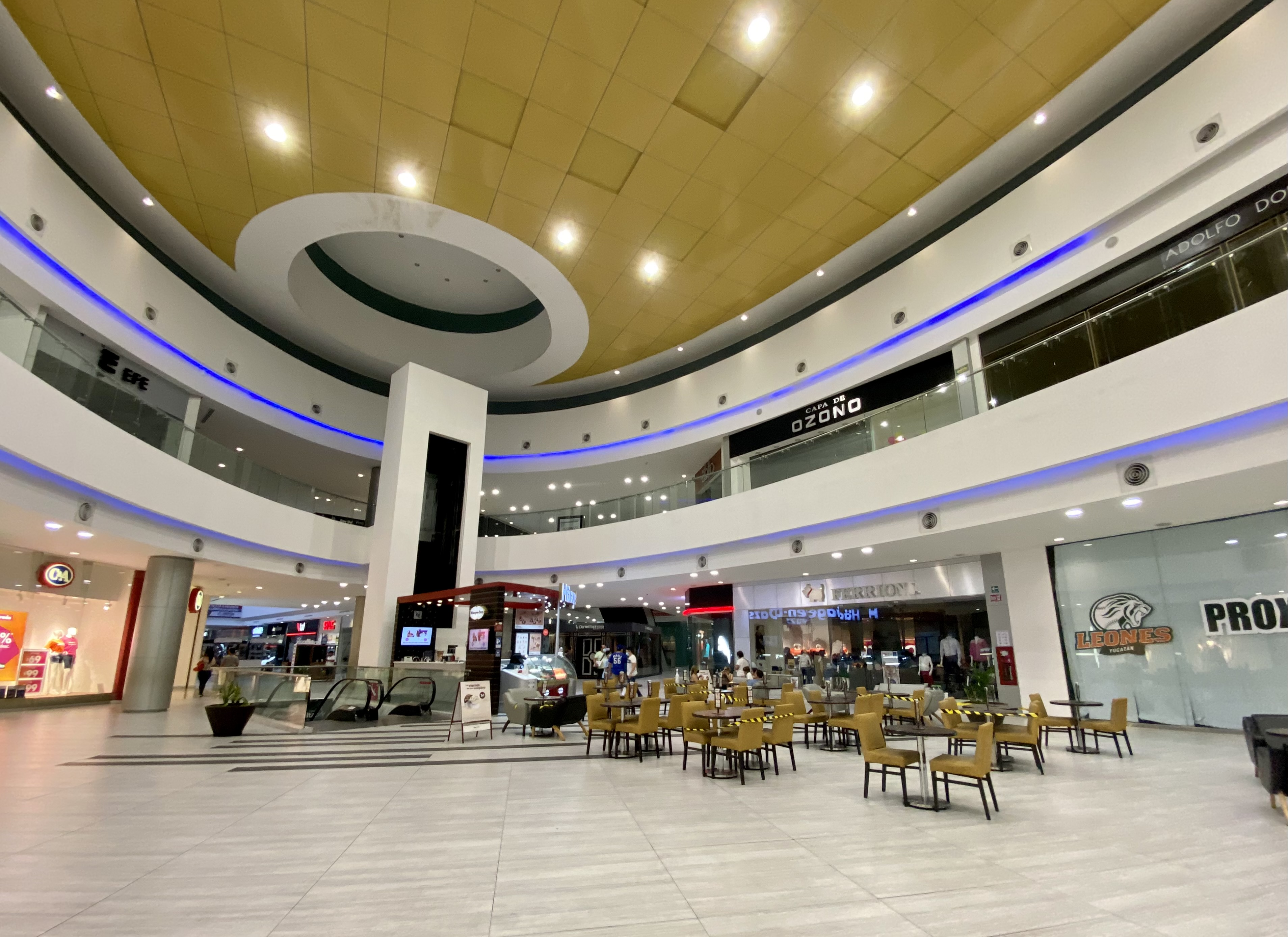
Interior de Plaza Altabrisa Mérida inaugurada al norte de la ciudad en 2007.

La primera plaza comercial que abrió sus puertas en Mérida fue Plaza Oriente en el año de 1982. Desde entonces y debido al acelerado crecimiento demográfico e inmobiliario que se ha experimentado en Mérida en los últimos años se ha producido una explosión de nuevos centros comerciales construidos a lo largo de diferentes puntos de la ciudad, entre las cuales se encuentran los siguientes:
- Plaza Oriente

- Plaza Fiesta

- Plaza Dorada

- Plaza Patio (anteriormente Plaza Sendero)

- Plaza Las Américas

- Gran Plaza

- Macroplaza

- Altabrisa

- Plaza Galerías

- City Center Mérida

- Uptown Mérida

- The Harbour Mérida

- La Isla Mérida

## Patrimonio histórico

### Centro histórico de Mérida

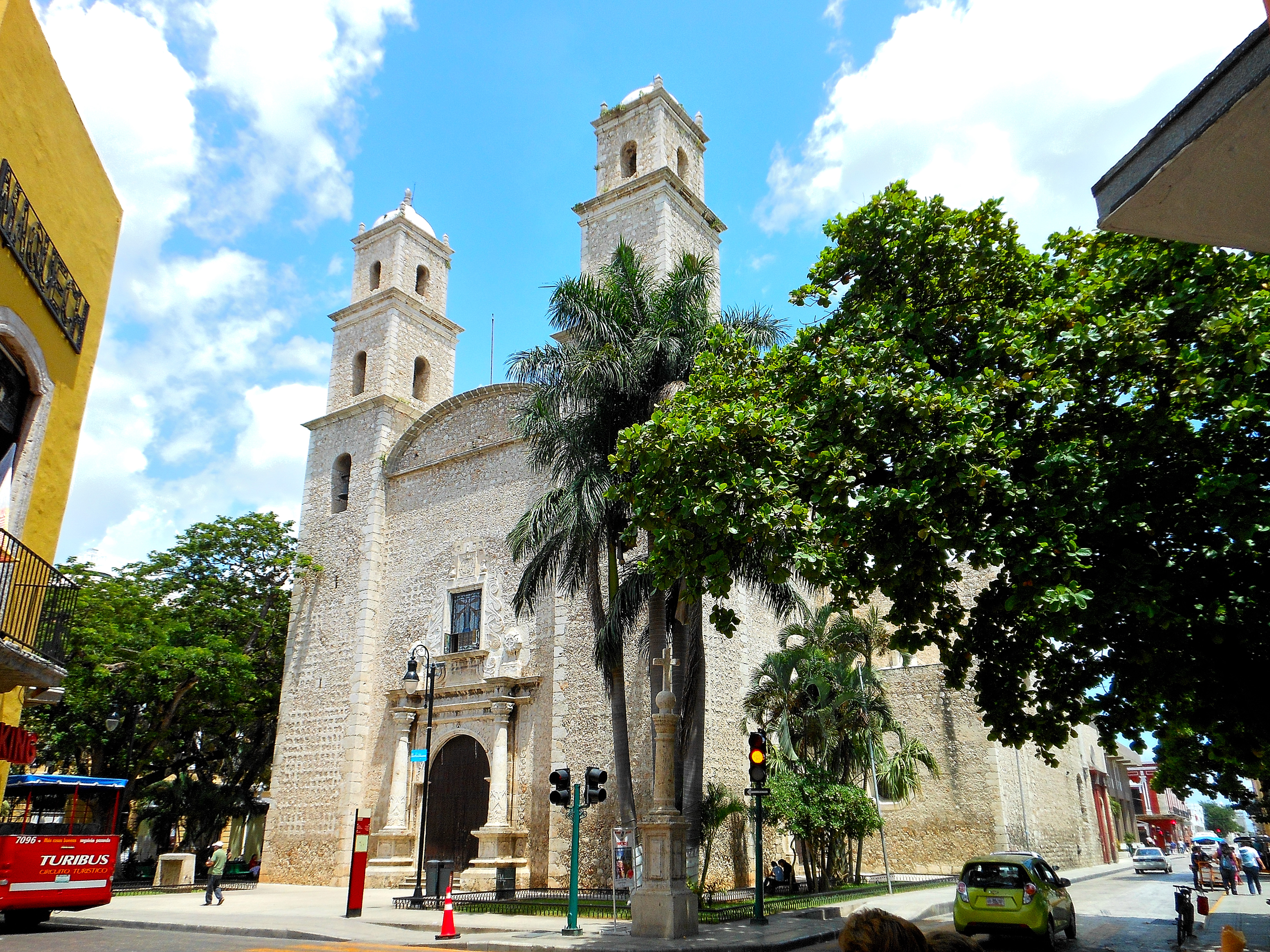
Iglesia del Jesús la Tercera Orden de principios del.

El centro histórico de Mérida destaca por ser el tercero más extenso del continente americano solo después del centro histórico de la Ciudad de México y del centro histórico de la Habana Vieja en Cuba. Fue declarado patrimonio de la nación en 1986 por decreto del expresidente mexicano José López Portillo. La zona comprende un notable patrimonio monumental y arquitectónico de entre los siglos XVI a XIX.

### Vestigios arqueológicos mayas en Mérida
Los sitios arqueológicos más cercanos de la ciudad capital son: Dzibilchaltún, Dzoyilá, Chen Hó, Flor de mayo, Xcatzmil, Caucel y Xoclán, entre otros. Estos yacimientos mayas prehispánicos forman un circuito alrededor y en la periferia de Mérida. Además de ellos, dentro de los límites de la ciudad, en diversos parques públicos y en otros sitios, se muestran vestigios arqueológicos mayas correspondientes a lo que fue la antigua ciudad de T'Hó, sobre cuyas ruinas fue construida Mérida a la llegada de los españoles a partir de 1542.

### Haciendas

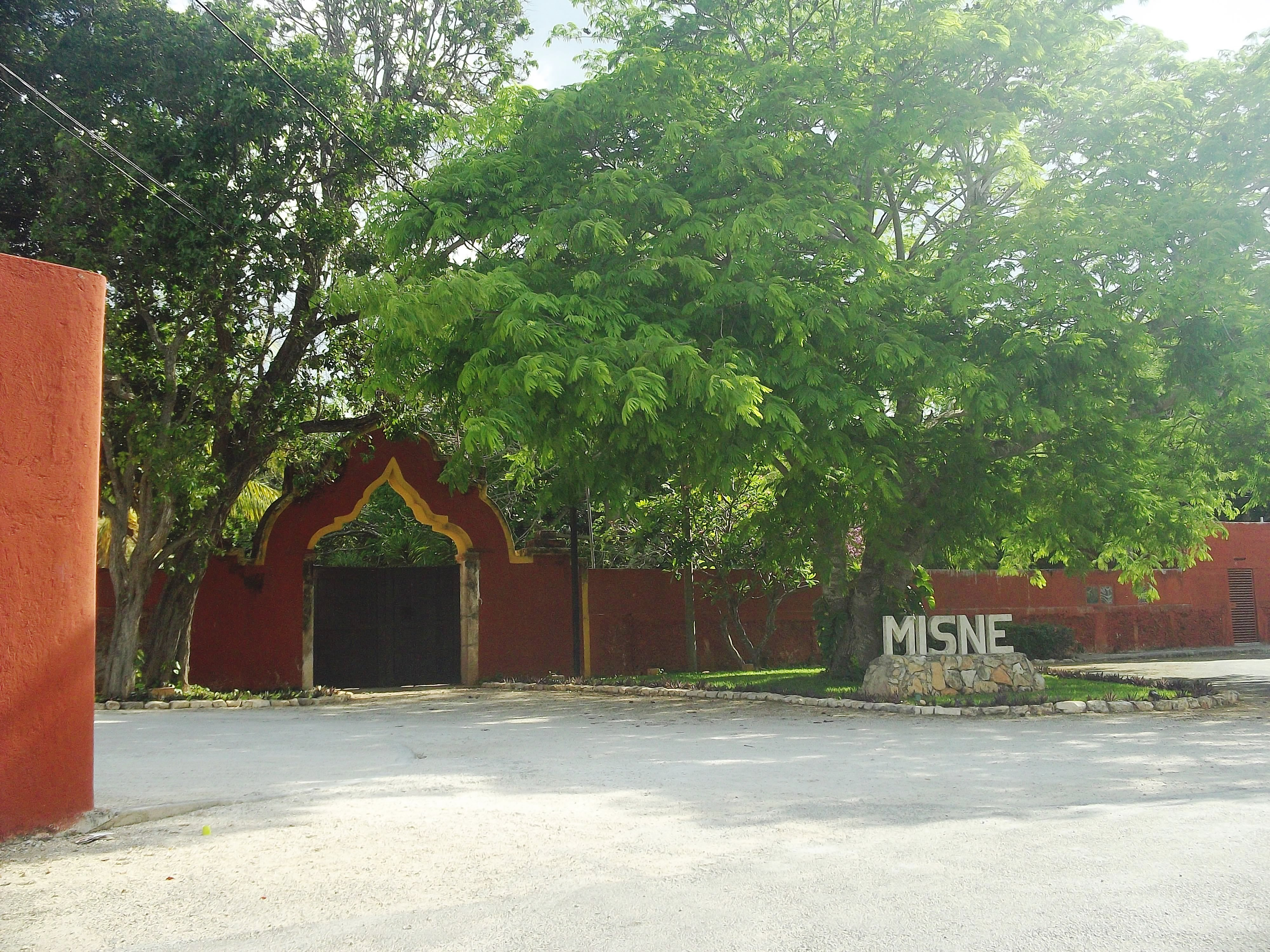
Hacienda Misné.

Dentro de la misma ciudad se preservan varias haciendas que datan del siglo XIX.
En su crecimiento, la ciudad alcanzó primero, y abarcó después, las haciendas cercanas que se dedicaban a industrializar el henequén y que formaban parte de la red de haciendas que integraban la gran industria henequenera de la región. Hay haciendas completamente reconstruidas y habilitadas como museos, hoteles, paradores turísticos o salas de eventos sociales. Entre las haciendas que han sido restauradas y que hoy ofrecen sus servicios como hoteles están Hacienda San Diego Tixcacal, Hacienda Temozón Sur, Hacienda San José Cholul, Hacienda Santa Rosa de Lima y la Hacienda Xcanatún. Hay otras habilitadas como centros de reunión y restaurantes: Sodzil y San Antonio Cucul en el norte de la ciudad, Chenkú y Mulsay en el poniente, Misné, Teya y San Pedro Nohpat en el sureste y Chichí Suárez, Petcanché en el noreste y al suroeste tenemos la hacienda de Tabi y la de Xtepén.

## Organización territorial
La ciudad se divide en barrios o colonias, como se les denomina localmente al igual que en el resto de México. Hay gran número de estas lo muestra el crecimiento de la ciudad. En torno a la ciudad se ha construido un anillo periférico que rodea íntegramente el área urbana y que ha ayudado a resolver el creciente problema de vialidad que presenta la ciudad de Mérida.

### Distritos y barrios

#### Barrios históricos
- Barrio de Itzimná
- Barrio y templo de San Juan

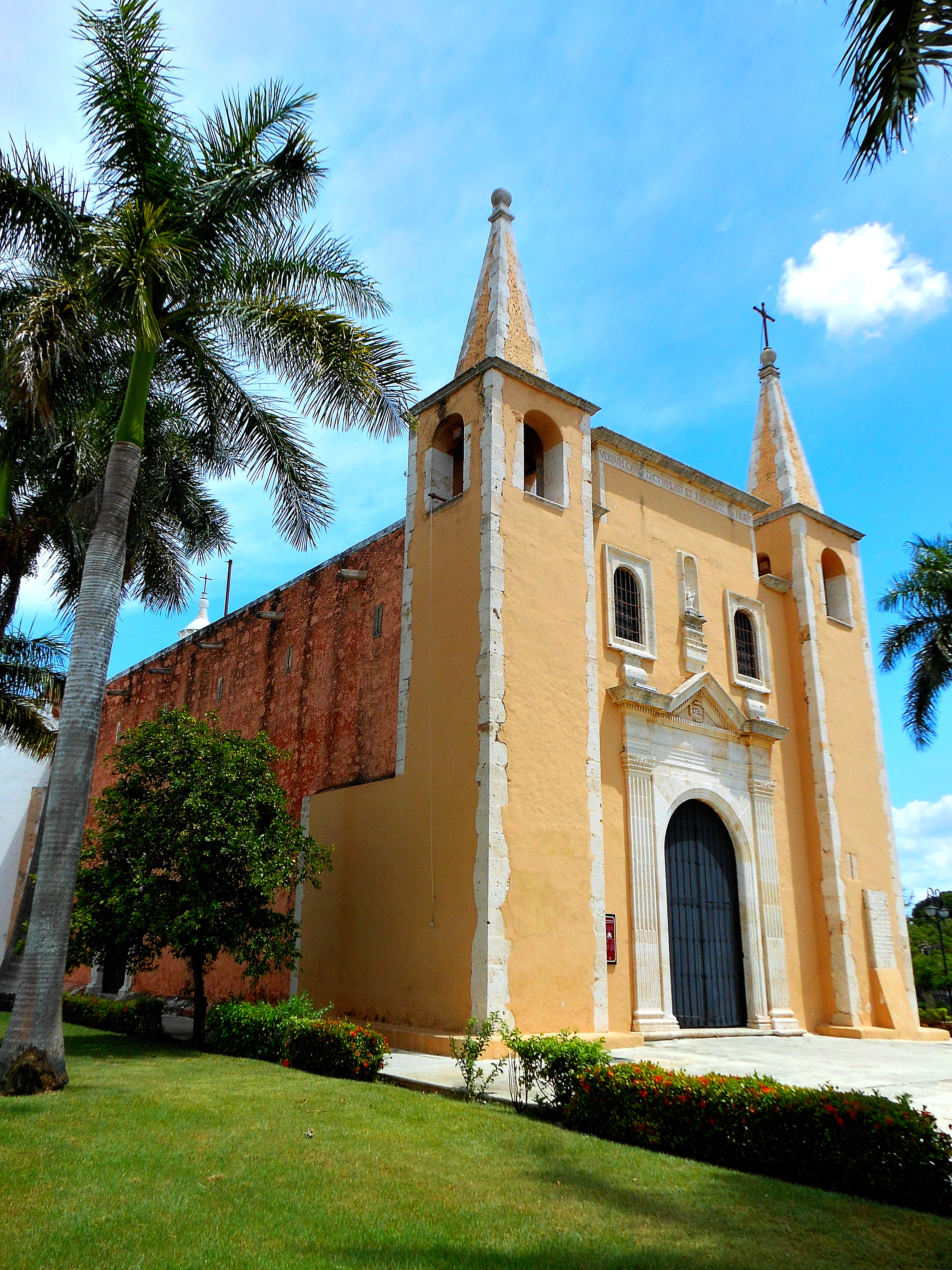
Templo parroquial del barrio de Santa Ana.

- Barrio y templo parroquial de San Cristóbal
- Barrio y templo parroquial de San Sebastián
- Barrio y templo parroquial de Santa Ana
- Parque y templo parroquial de Santa Lucía
- Barrio y templo parroquial de Santiago
- Ermita de Santa Isabel
- Parque de La Mejorada

## Urbanismo

### Estructura urbana

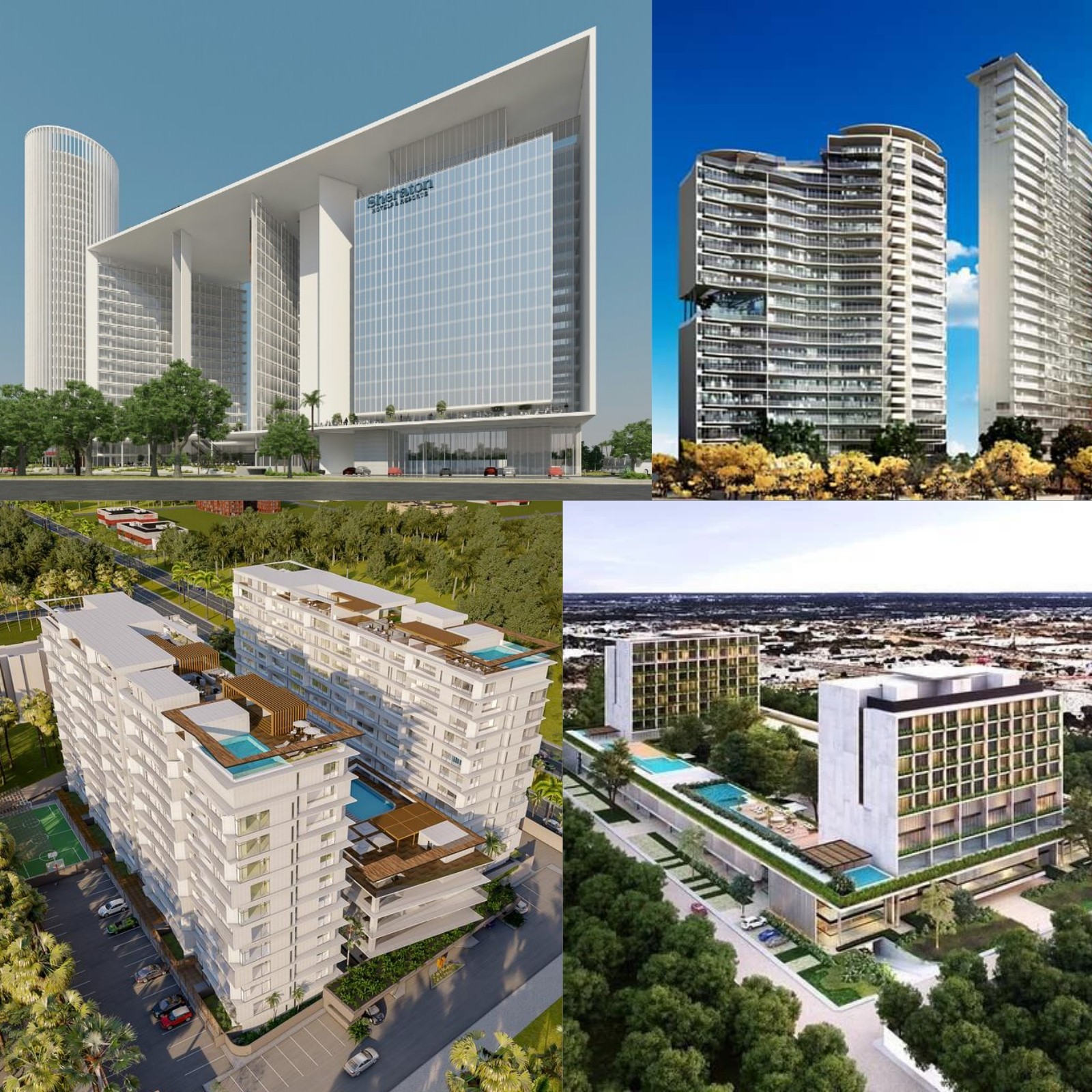
Modelos de ciudad compacta en construcción en Mérida.

La ciudad es, en su mayoría, un plan hipodámico. Si bien, la evolución reciente es de una ciudad difusa, se ha hecho un esfuerzo para aumentar la densificación y dar paso a una ciudad compacta, para reducir el uso de suelo, permitir el crecimiento ordenado, mejorar los servicios, reducir las distancias, y evitar que el área urbana siga en crecimiento horizontal; esto acorde a las recomendaciones de la Organización de las Naciones Unidas.

### Arquitectura

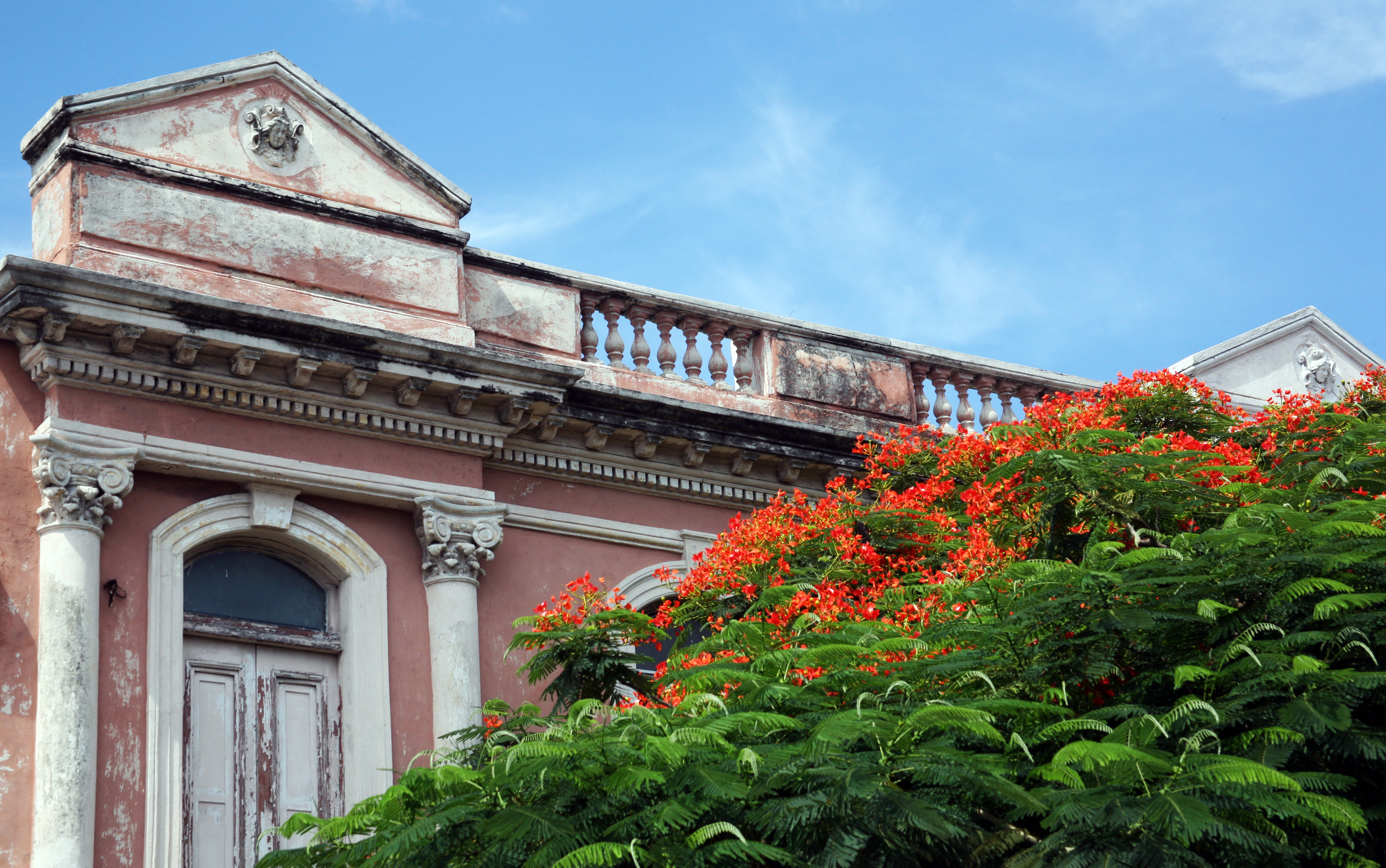
Detalle de un edificio de arquitectura colonial española con elementos de arquitectura francesa e italiana en el centro de Mérida.

El centro de Mérida guarda la configuración colonial de la ciudad. Es un área de aproximadamente 4 km² que contiene las construcciones más antiguas de la Ciudad, incluyendo el primer cuadro en donde se encuentra una plaza central, llamada «Plaza Grande» o «Parque Principal» en el que está la Catedral, el Palacio de Gobierno, sede del poder ejecutivo del Estado, y el Palacio Municipal, asiento del Ayuntamiento de Mérida. Hay otros edificios importantes que resaltan como la casa que fue de los Montejo, y en donde vivieron en el siglo XVI los conquistadores de Yucatán y fundadores de Mérida. También en este primer cuadro se encuentra el Museo de Arte Contemporáneo Ateneo de Yucatán ubicado en un edificio del siglo XIX conocido precisamente como Ateneo Peninsular, obra del arquitecto Manuel Amábilis.
Muy cercanos a estos edificios centrales se encuentra el Teatro Peón Contreras y el edificio primario de la Universidad Autónoma de Yucatán. Hay también varias plazuelas entre las que destaca el parque Hidalgo, el parque a la Madre y la plaza de Santa Lucía. En esta última se realizan semanalmente festivales musicales muy atractivos para propios y extraños. También hay varias iglesias coloniales, además de la catedral de Yucatán, y desde luego el gran mercado popular que atrae una gran cantidad de comerciantes y clientes que cotidianamente se reúnen en torno a la compra y venta de todo género de mercaderías.

### Principales calles y plazas
Una característica destacable es que la nomenclatura de la mayor parte de las vialidades es numérica, así como que al referenciar un domicilio es costumbre la mención de las calles entre las que se encuentra, por ejemplo, el teatro Carrillo Puerto está en la calle 60 por 57 y 59. La numeración citadina funciona usando los pares para las calles que corren en el eje norte-sur y las vialidades transitables de oriente a poniente se identifican con números nones. Una característica que genera confusión entre los visitantes es que cada barrio o colonia tiene su propia numeración de manera que se repiten las calles con el mismo número.
Plaza de la Independencia.

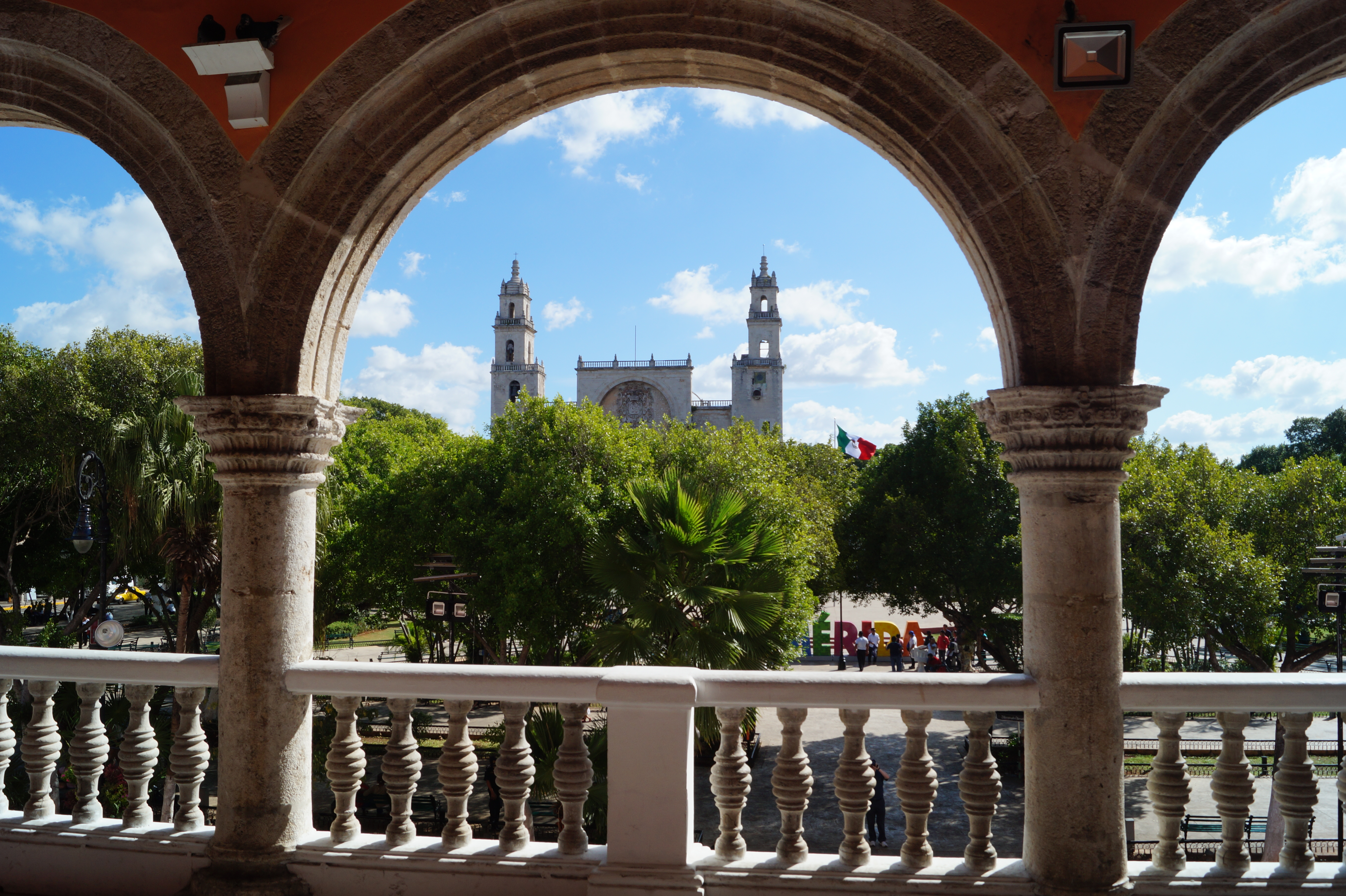
Plaza Grande de Mérida

También conocida como plaza Grande o plaza Mayor, está ubicada en el centro histórico de la ciudad entre las calles 60 y 62 con la 61 y 63.
Fue trazada desde la fundación de la ciudad, de conformidad con las instrucciones que el Francisco de Montejo, quien dictaminó la construcción del primer cuadro de la nueva ciudad a cargo de su hijo Francisco de Montejo «El Mozo».
Paseo de Montejo

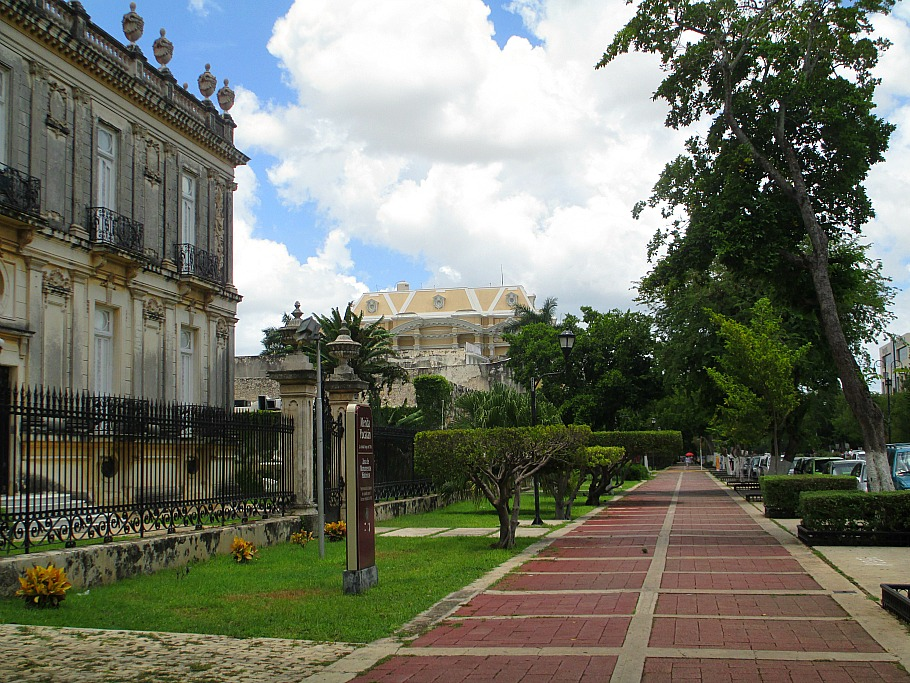
Una de las Casas Gemelas y el Palacio Cantón en el paseo de Montejo.

El paseo de Montejo es la avenida más importante de la ciudad de Mérida. Se extiende desde el barrio de Santa Ana, en el centro de la ciudad, hasta la salida hacia el puerto de Progreso.
El trazado y diseño están inspirados en el de los bulevares franceses. Flanqueado por grandes árboles, cuenta con un camellón y numerosas glorietas. A ambos lados de esta avenida se construyeron grandes mansiones de estilo afrancesado durante el auge henequenero que tuvo Yucatán a finales del siglo XIX y principios del siglo XX.

### Parques y jardines

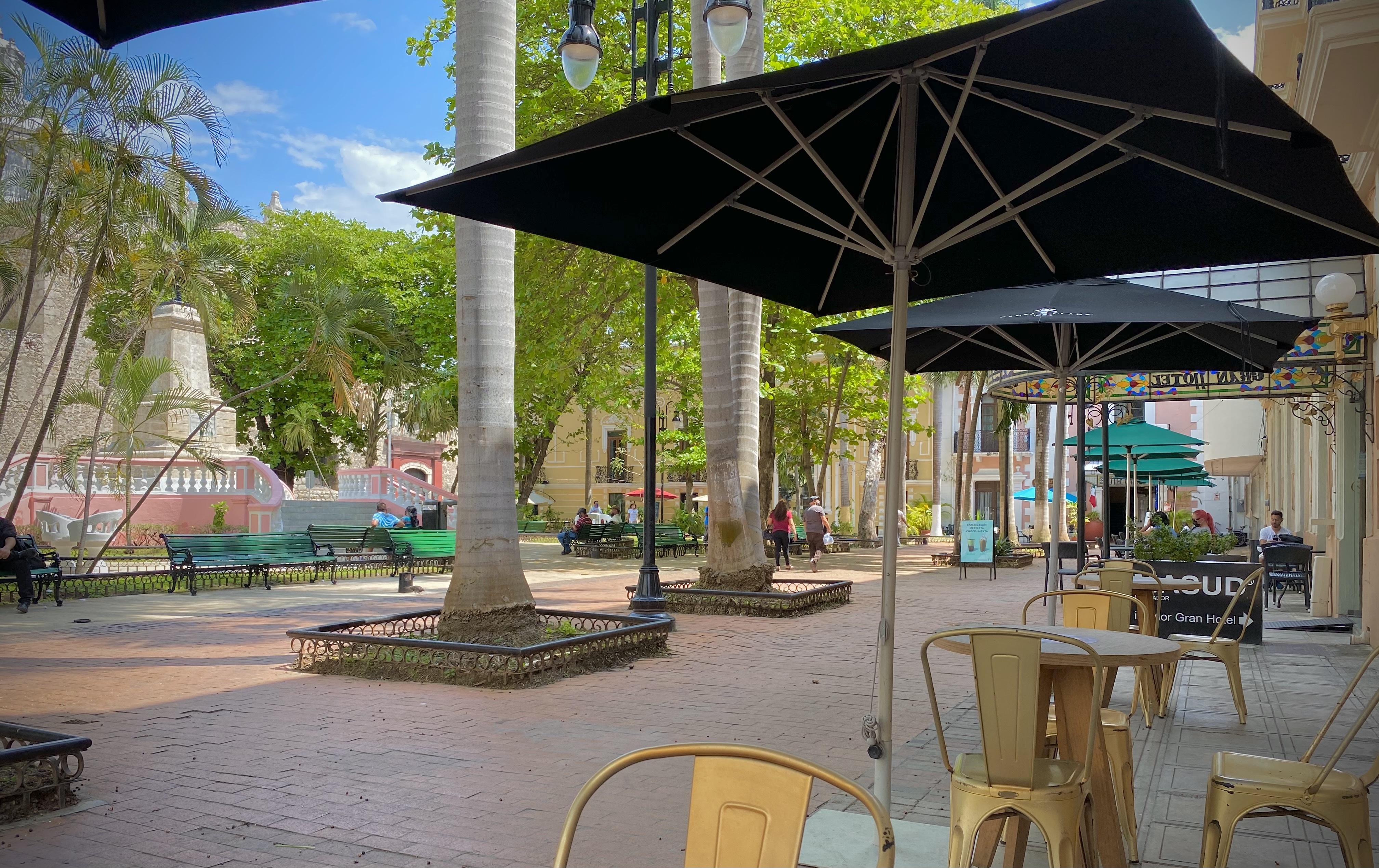
Parque Hidalgo

La ciudad de Mérida cuenta con parques y jardines en toda su extensión. Algunos de los principales en la Zona Metropolitana de Mérida son los siguientes:
- Acuaparque de Mérida
- Parque Arqueoecológico de Xoclán.
- Parque de la Colonia Alemán.
- Parque de la Madre.
- Parque de la Paz.
- Parque de Las Américas.
- Parque Ecológico del Poniente.
- Parque Hidalgo.
- Parque Zoológico Animaya.
- Parque Zoológico del Centenario.
- Parque Ecológico del Oriente.
- Parque de Deportes Extremos.
- Parque La Plancha

### Otros sitios de interés

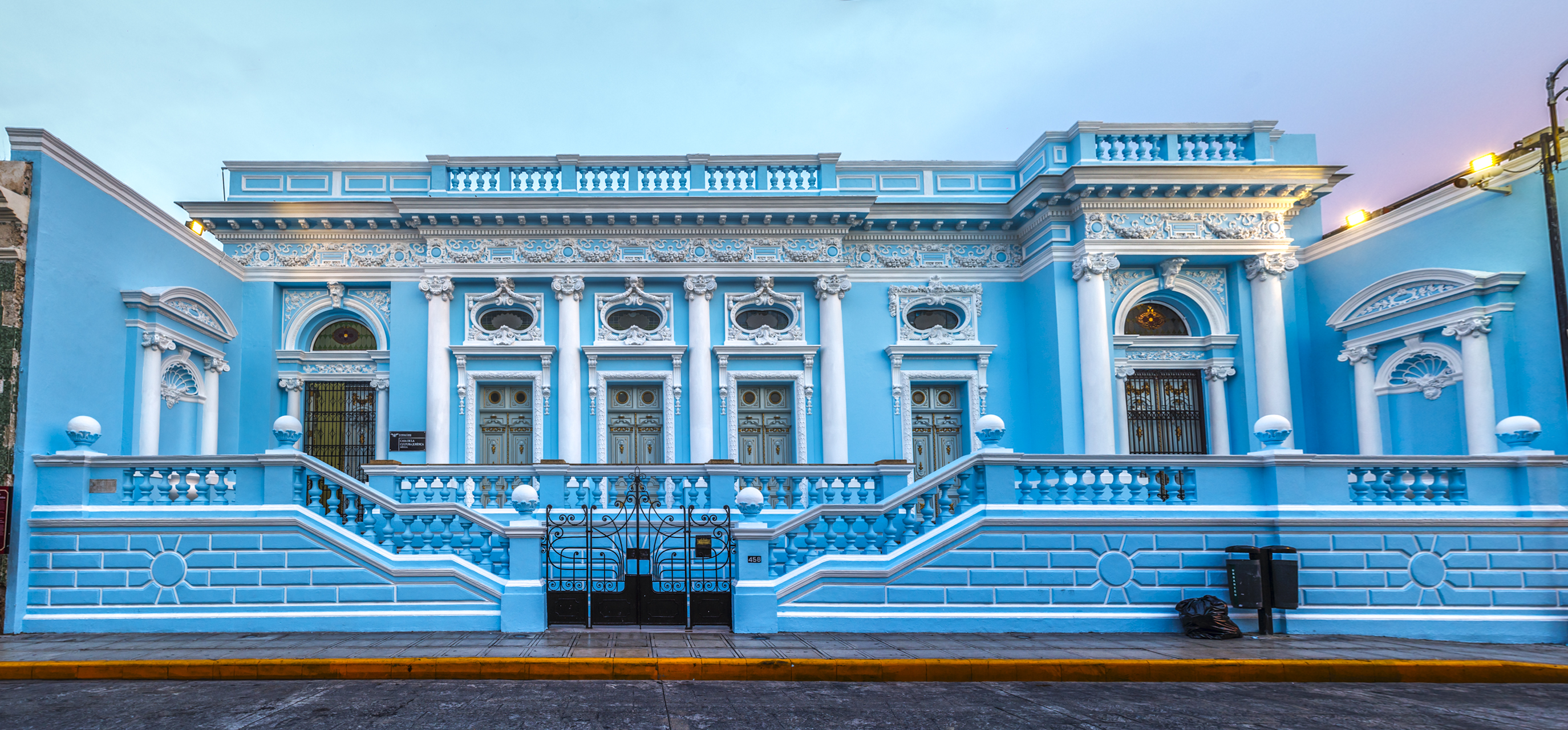
Casa Amábilis, actual Casa de la Cultura Jurídica "Rafael Matos Escobedo" construida en 1915.

- Monumento a la Patria, monumento esculpido por Rómulo Rozo (1956).
- Palacio de Gobierno (1892) y su Salón de la Historia.
- Catedral de San Ildefonso (1598), la más antigua de América continental.
- Capilla de Nuestra Señora de la Candelaria (1706)
- Capilla y parque de San Juan Bautista (1552)
- Casa de los Montejo (1549)
- Ermita de Santa Isabel
- Antiguo convento de Nuestra Señora de la Consolación (Monjas concepcionistas) (1596)
- Iglesia del Jesús o de la Tercera Orden (1618)
- Templo de San Juan de Dios (1562)
- Monumento a Gonzalo Guerrero.

## Cultura

### Centros culturales
- Centro cultural Olimpo
- Pasaje Picheta
- Centro cultural José Martí
- Centro cultural Ricardo López Méndez
- Casa de la Cultura del Mayab
- Centro cultural del Niño Yucateco (CECUNY)
- Centro cultural Andrés Quintana Roo
- Centro de Iniciación Musical Infantil (CIMI)
- Centro cultural Juan Acereto
- Centro cultural Wallis
- Centro cultural Dante
- Centro Estatal de Bellas Artes (CEBA)

### Museos

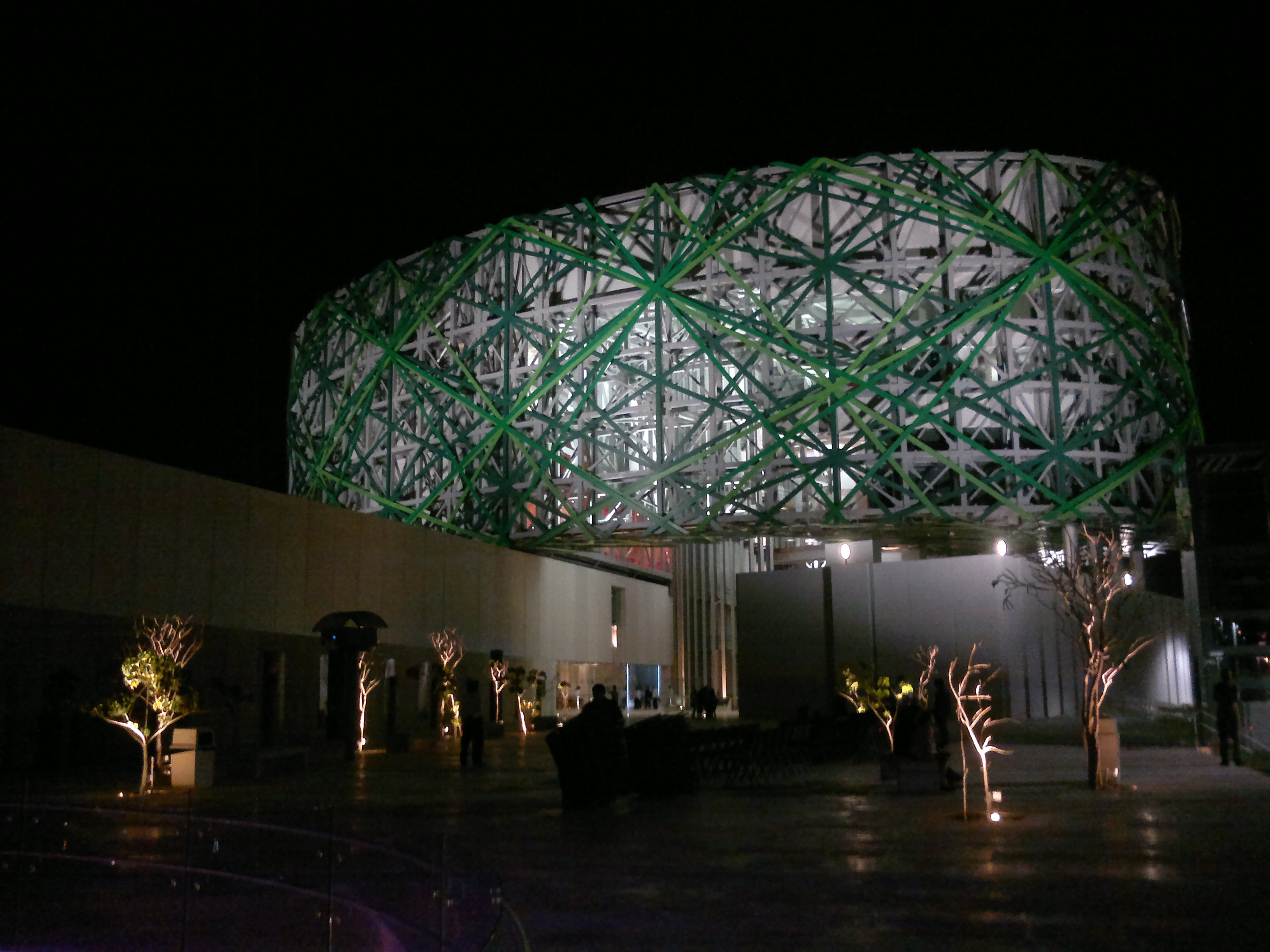
Vista nocturna del Museo del Mundo Maya, en la carretera Mérida - Progreso

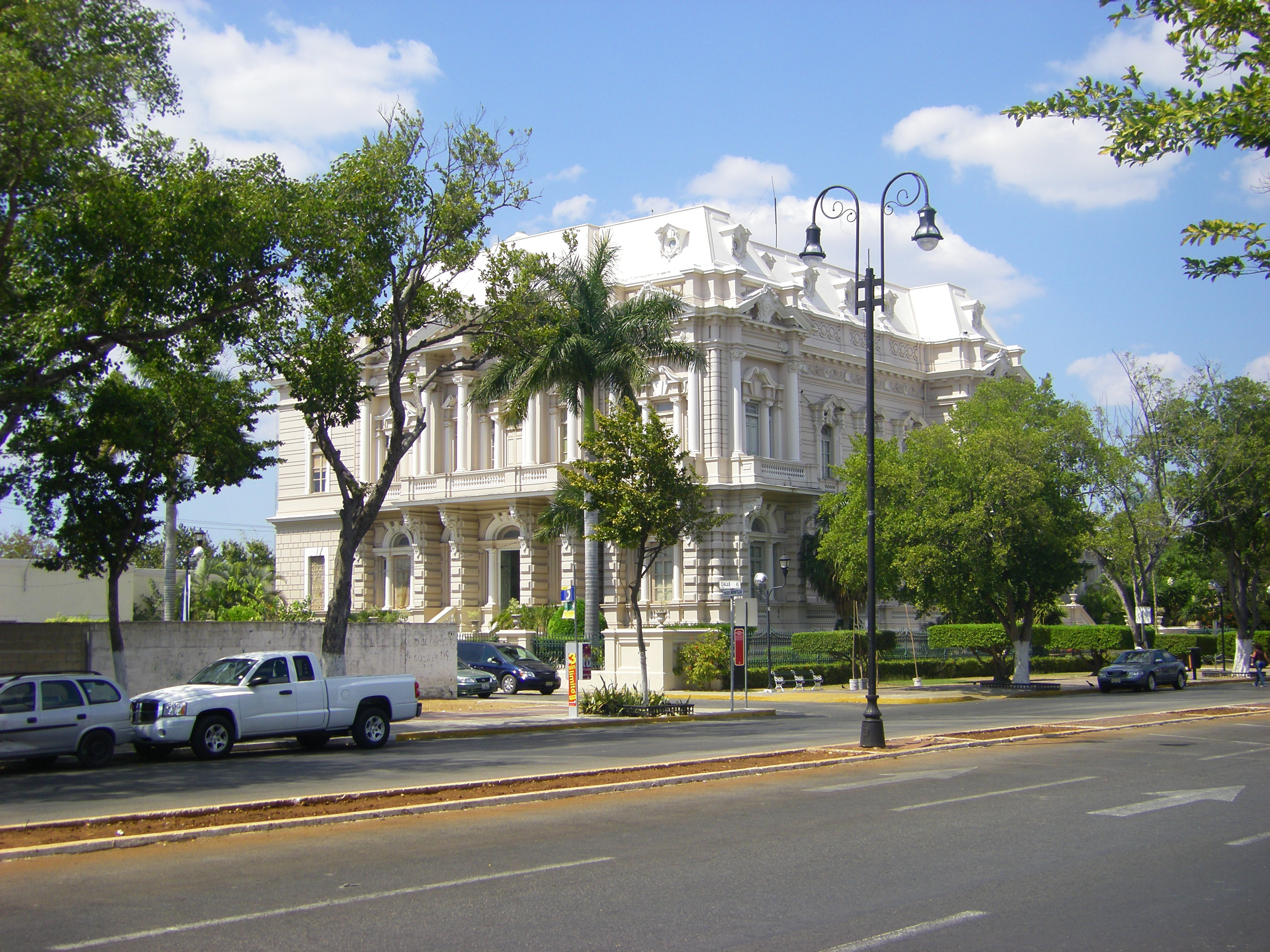
Palacio Cantón, actual Museo de Antropología en el paseo de Montejo en Mérida

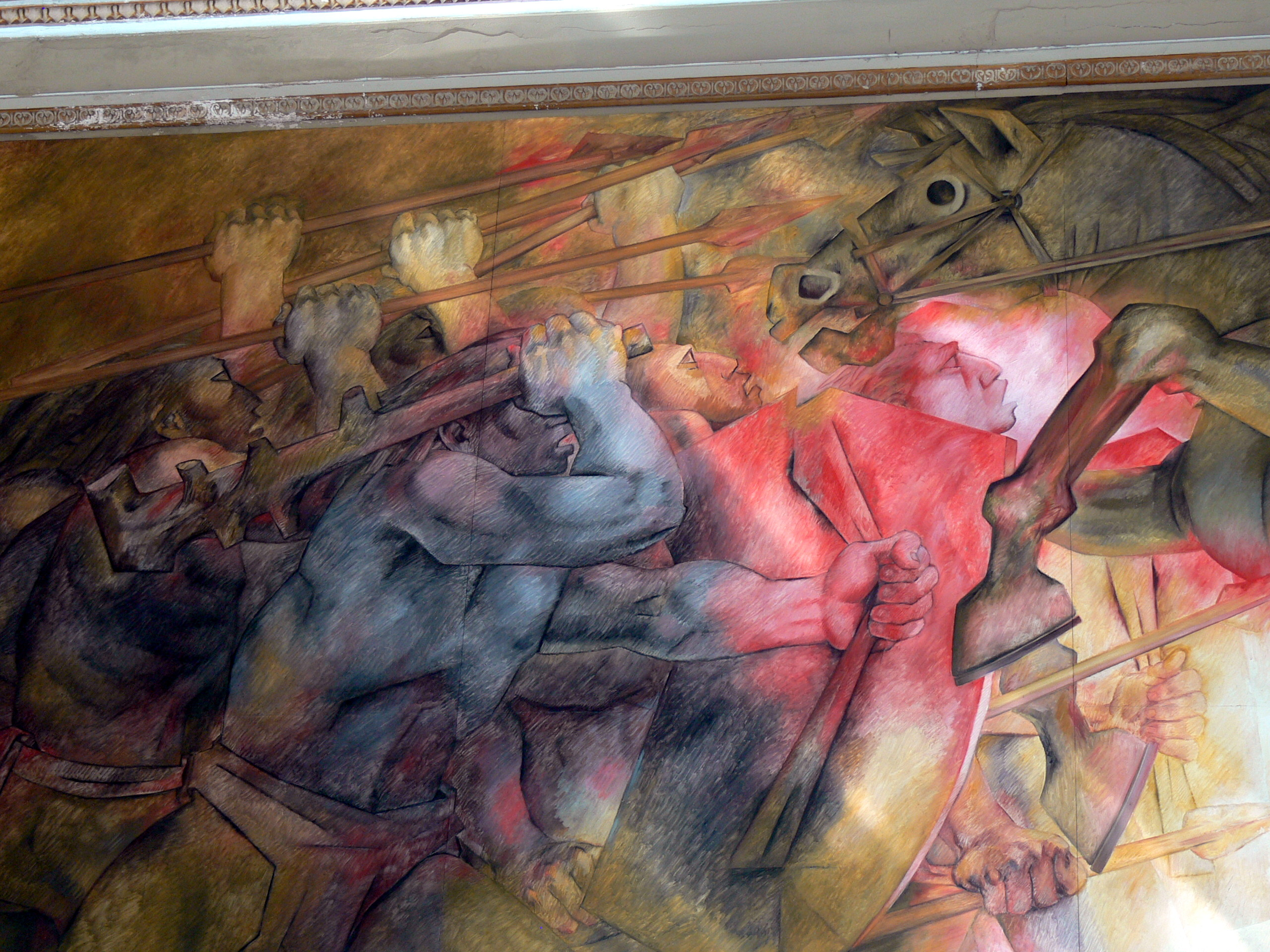
Mural alusivo a la Conquista de Yucatán, pintado por Fernando Castro Pacheco. Salón de la Historia del Palacio de Gobierno de Yucatán.

- Salón de la historia , en el Palacio de Gobierno, donde se encuentran en exposición permanente los murales del pintor Fernando Castro Pacheco, que ilustran episodios importantes de la historia de Yucatán.
- Palacio Cantón, sede del Museo de Antropología e Historia de Yucatán.[76]
- Gran Museo del Mundo Maya, sobre la carretera Mérida - Progreso en lo que fue el complejo industrial de Cordemex.
- Museo Fernando García Ponce - MACAY, se ubica en el corazón de la ciudad, a un costado de la Catedral, en lo que fue el Palacio Episcopal de Yucatán; remozado en 1994, en él se albergan diversas exposiciones pictóricas permanentes y temporales de arte contemporáneo.
- Museo de la canción yucateca museo ubicado en el barrio de La Mejorada, erigido en honor a los máximos representantes de la trova yucateca, como Ricardo Palmerín, Guty Cárdenas, Juan Acereto y Pastor Cervera. Ahí se exhiben retratos al óleo, esculturas, instrumentos musicales, objetos personales y documentos que pertenecieron a esos importantes personajes de la música yucateca.
- Museo de la Ciudad de Mérida, ubicado en el antiguo edificio de Correos desde 2007, ofrece piezas, imágenes e información sobre el desarrollo de la ciudad de Mérida desde su antecedente T'Hó' o Ichcaanzihó hasta la actualidad. Incluye también una sala de exposiciones temporales.
- Museo de Historia Natural, en él se exhiben temas como la formación del universo y de los planetas, la evolución de la Tierra y de la vida, abarcando las eras paleozoica, mesozoica y cenozoica. Se ubica a un costado del parque zoológico El Centenario.[77]
- Museo Numismático Está ubicado en la calle 60 por 53 de la colonia centro. El edificio es de origen colonial con modificaciones de estilo porfirista. El contenido del museo abarca la historia de México por medio de monedas de oro, plata, cobre y otras aleaciones, la cual consta de más de 2,000 monedas mexicanas.[78]
- Museo de Arte Popular re inaugurado en julio de 2007, este museo se halla en el barrio de Mejorada. En ella se muestran piezas de cerámica, de madera, oro y plata elaboradas por diversos grupos étnicos del país. Incluye vestimentas y juguetes tradicionales e instrumentos musicales prehispánicos, entre otros.
- Pinacoteca del Estado «Juan Gamboa Guzmán», inaugurado en 1981 por el entonces gobernador Francisco Luna Kan, este recinto cultural se localiza en la calle 59 entre 58 y 60, detrás de la Iglesia de la Tercera Orden. En ella se exhiben pinturas al óleo que datan la época colonial y del siglo XIX, así como exposiciones temporales de artistas contemporáneos. El edificio cuenta también con una colección de obras del escultor Enrique Gottdiener.
- Archivo Histórico de Mérida, inaugurado en enero de 2007, se encuentra sobre el paseo de Montejo y en su interior resguarda documentación generada por el propio ayuntamiento y otras instituciones. El acervo contiene información valiosa sobre la historia de la ciudad de Mérida. Parte fundamental para el desarrollo integral de la niñez y juventud meridana es la posibilidad de contar con espacios para su formación artística. Siendo esta encomienda uno de los principales retos a seguir en esta administración, la Dirección de Cultura cuenta con los varios centros culturales para la atención de las diversas inquietudes artísticas de la comunidad. En los últimos años la sociedad meridana se ha acercado más a la cultura por medio de la educación, incrementando su afluencia a los centros culturales, academias y escuelas de arte, que ofrecen una preparación artística por medio de talleres y carreras profesionales avalados por la Secretaría de Educación y el Instituto Nacional de Bellas Artes. Inscrito en una política cultural nacional, conformada por diversas estrategias encaminadas a crear, promover y difundir el arte en sus diversas manifestaciones, contribuye a elevar la calidad de vida del ser humano a través de los talleres y cursos de arte, que se imparten en sus centros culturales.

### Música

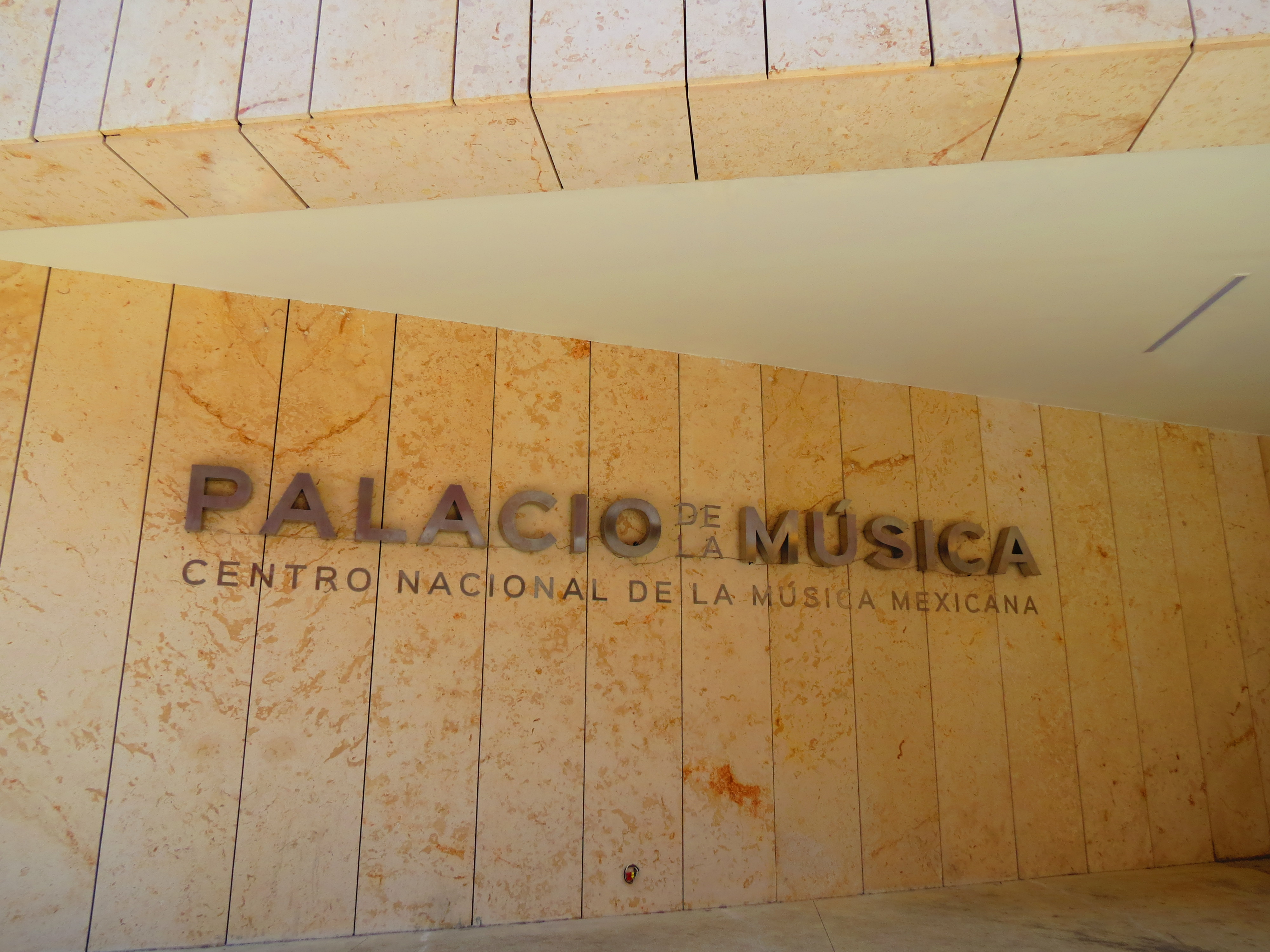
Entrada del Palacio de la Música Mexicana inaugurado en 2018 y ubicado en el centro histórico de Mérida.

En lo que respecta a la música, la Trova yucateca es un género musical surgido en Yucatán a finales del siglo XIX que alcanzó una enorme popularidad en las primeras décadas del siglo XX. Una distinción particular de la trova yucateca es su diversidad de armonías de guitarra y voz, así como por sus ritmos, entre los que destacan el Bolero, Bambuco, Clave, Danza, Jarana, Pasillo, Joropo, Vals entre otros. Algunos de estos ritmos que reflejan las interacciones culturales del estado con países caribeños, sudamericanos y europeos, han sido adaptados en una forma particular que permite identificarlos como yucatecas. Varios artistas han trascendido las fronteras de Yucatán con su música y sus canciones. Destacan entre otras piezas afamadas: Peregrina, A Yucatán, Aires del Mayab, Beso Asesino, Mérida Colonial, Boca Loca, Caminante del Mayab, Te amaré toda la vida, Contigo aprendí, El Pájaro Azul, Esta tarde vi llover, Novia Envidiada, Un tipo como yo. Amor, amor, Nunca, etc. Hay en Mérida, para promover y conservar su gran acervo de música popular, un Museo de la canción yucateca en el que se hacen permanentemente presentaciones de trova yucateca. Además, en la ciudad también se halla el Palacio de la Música Mexicana, un recinto dedicado a conservar y promover la tradición musical del país. Mérida cuenta con una de las mejores orquestas sinfónicas de México que es sostenida tripartitamente entre el gobierno del estado, el público concurrente y un patronato integrado por donantes particulares afectos a la buena música. La sede de la Orquesta Sinfónica de Yucatán es el afamado Teatro Peón Contreras ubicado en el centro histórico de Mérida.

### Danza

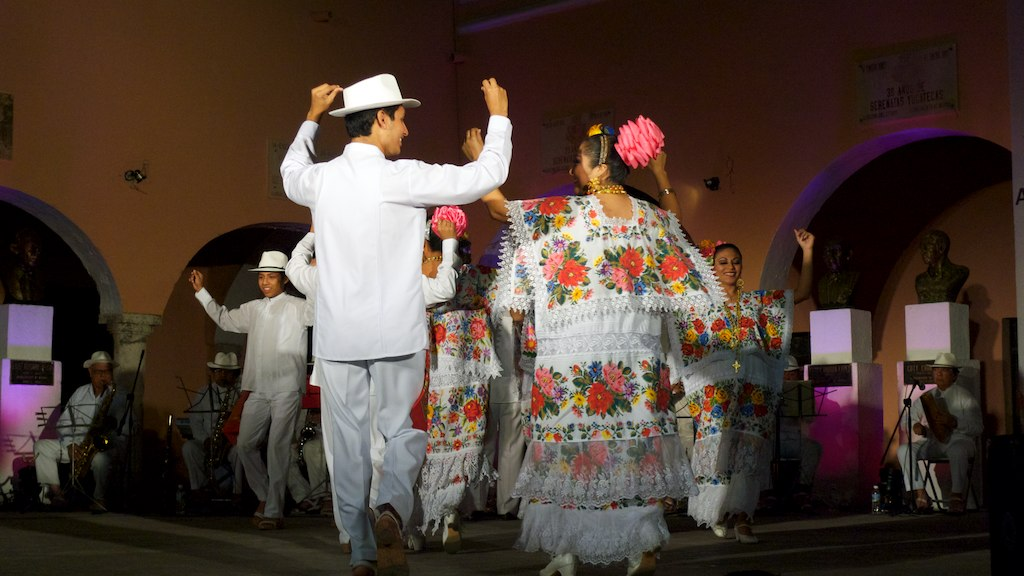
La Jarana yucateca en la plaza de Santa Lucía

La jarana yucateca es una de las danzas que se ha bailado por generaciones y que se considera una adaptación local por los mayas autóctonos de la Jota española, introducida durante la colonia. Hay una gran variedad de bailes que se acompañan con la música de jarana; entre ellos destacan la danza de los listones y la danza de la cabeza de cochino. La ciudad cuenta con un programa denominado Lunes de vaquería, iniciado en los años noventa, realizado semanalmente en los bajos del palacio municipal. Es una fiesta popular de danza folklórica. Se cuenta además, con la Estudiantina de la Ciudad de Mérida, que difunde y enriquece la gran tradición tuneril que existe en el mundo, siendo el único grupo de este tipo que existe en el estado de Yucatán (hasta diciembre de 2017).

### Patrimonio cultural inmaterial

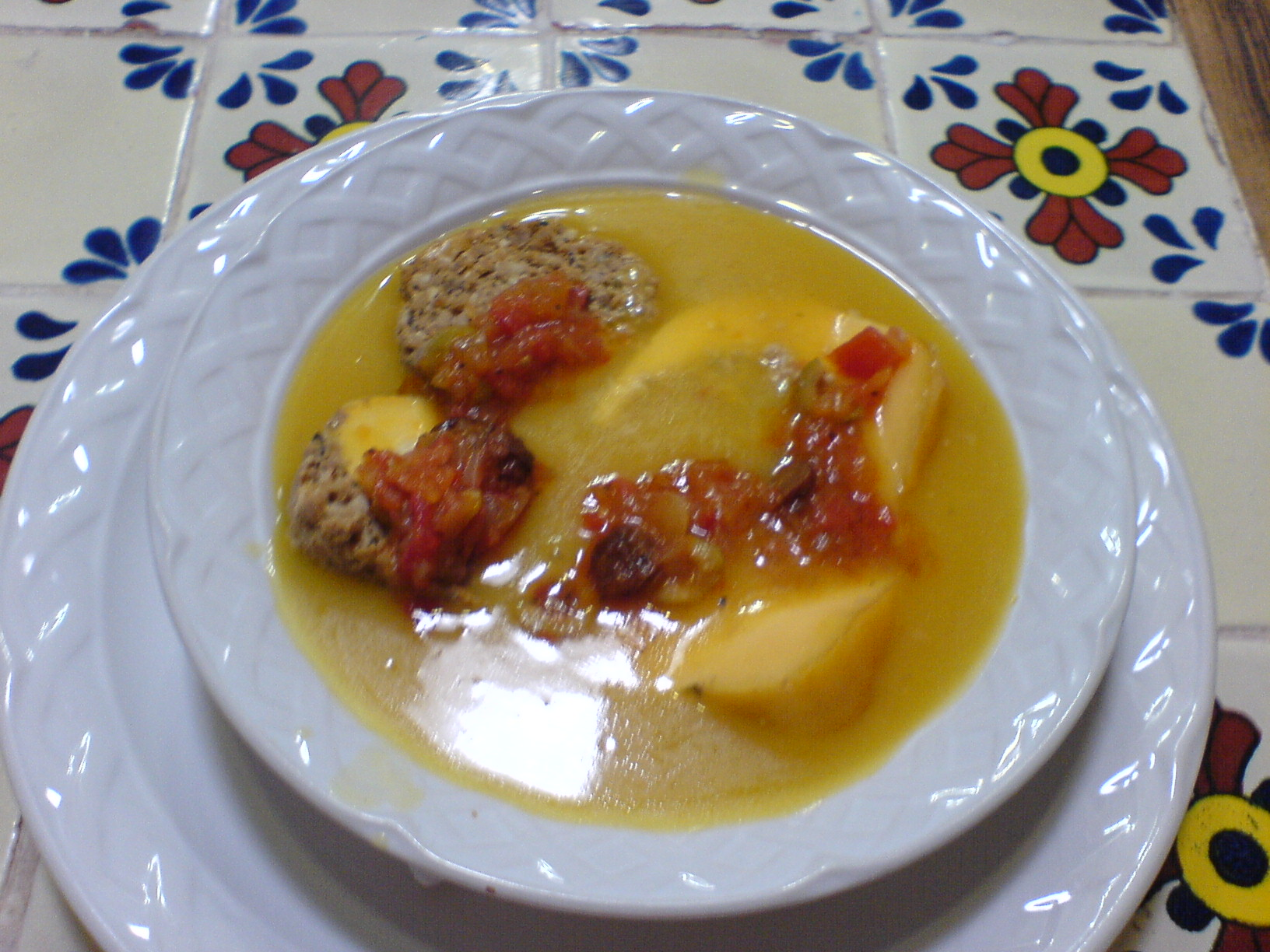
Queso relleno.

Lenguaje
 El español de Yucatán, es fácilmente identificable como diferente con relación al que se habla en el resto de la República mexicana. Esto se debe principalmente a la influencia notable de la lengua maya, que todavía es hablada por más de un tercio de la población del estado de Yucatán, sobre todo, pero no exclusivamente, en las áreas rurales. La lengua maya es melódica, llena de sonidos de X («x» es pronunciada «sh» en la lengua maya). El lenguaje de los yucatecos se distingue también por emplear muchos vocablos de origen maya, como purux (gordo), tuch (ombligo), wixar (orinar), xic (axila), nohoch (grande). El español del yucateco se caracteriza pues por un acento suave dotado de una cadencia y un ritmo reconocibles y singulares, cuya entonación entre pujada debido a la glotalización, es peculiar y única en el contexto nacional mexicano. Esas características sumadas a las palabras importadas de la lengua maya y en algunos casos ya hispanizadas, y que han permeado las formas españolas, convierten a la lengua regional en un idioma propiamente dicho.
Gastronomía 
 Lo que pudiera llamarse gastronomía de Mérida es propiamente la gastronomía de Yucatán. Esta se distingue dentro de la gastronomía de México porque tiene rasgos y características regionales que la individualizan. No solo son los condimentos los que la hacen diferente, sino también los otros ingredientes, las técnicas de preparación y las recetas de los platillos. La de Yucatán es esencialmente una gastronomía mestiza derivada de los usos y costumbres de los componentes sociales y culturales de la sociedad yucateca. El uso del maíz, del frijol y de los otros productos agrícolas cultivados en la milpa regional son la base de la comida yucateca. Recuérdese que para el pueblo maya, uno de los componentes del mestizaje de Yucatán, el maíz fue el alimento básico. Ya el Popol Vuh, libro sagrado de los mayas, dice que el hombre se hizo de maíz.

"...y así encontraron la comida y esta fue la que entró en la carne del hombre creado, del hombre formado; esta fue su sangre, de esta se hizo la sangre del hombre. Así entró el maíz [en la formación del hombre] por obra de los Progenitores."

 Hay desde luego otras influencias en la cocina de Yucatán: la europea en lo general (el queso relleno), especialmente la española (los cocidos como el puchero), la caribeña, sin lugar a dudas, la libanesa debido a la inmigración importante de sirio-libaneses durante las primeras décadas del siglo XX y también otras gastronomías mexicanas como la poblana y la veracruzana.

## Deportes
Para los maratones que se corren en la ciudad de Mérida anualmente, véase Maratón de Mérida. Mérida es sede de varios equipos deportivos profesionales, entre ellos los Venados de fútbol y los Leones de béisbol.

### Unidades deportivas
Además Mérida cuenta con diversas instalaciones deportivas:
- Unidad Deportiva Kukulcán
- Unidad Deportiva Salvador Alvarado
- Unidad deportiva municipal «Fernando Valenzuela»
- Complejo Deportivo La Inalámbrica
- Unidad Deportiva Polifuncional
- Deportivo Benito Juárez
- Poliforum Zamná
- Unidad Deportiva del Sur
- Unidad Deportiva Ciudad Caucel
- Unidad Deportiva Francisco de Montejo

## Relaciones exteriores

### Consulados
Actualmente la ciudad alberga trece consulados que representan a diversos países; dos de los trece consulados son generales, estos son los representativos de Cuba y Estados Unidos; mientras que once de los consulados son honorarios, estos son los representativos de Alemania, Austria, Belice, España, Finlandia, Francia, Grecia, Líbano, Luxemburgo, Países Bajos, y Corea del Sur.

### Ciudades hermanas
La ciudad cuenta con los siguientes tratados de hermanamiento:
- Glendora, California,  Estados Unidos desde 1968.[102]
- Mérida, Extremadura,  España desde 1982.[103]
- Mérida, Estado Mérida,  Venezuela desde 1982.[103]
- Nueva Orleans, Luisiana,  Estados Unidos desde 1990.[104][105]
- Panama City, Florida  Estados Unidos desde 2003
- Incheon, Sudogwon,  Corea del Sur desde 2007.[104][105]
- Sarasota, Florida,  Estados Unidos desde 2010.[104][105]
- Miami, Florida,  Estados Unidos desde 2011.[104][105]
- Chengdú, Sichuan,  China desde 2016.[106][105]
- Lucca, Toscana,  Italia desde 2016[107][105]
- Santiago de Querétaro, Querétaro,  México desde 2016.[108]
- Cancún, Quintana Roo,  México desde 2021.[109]
- Miraflores, Lima,  Perú desde 2021[110][111][112]

| Equipo              | Deporte | Liga                       | Estadio                         |
| ------------------- | ------- | -------------------------- | ------------------------------- |
| Leones de Yucatán   | Béisbol | Liga Mexicana de Béisbol   | Parque Kukulcán Alamo           |
| Venados Fútbol Club | Fútbol  | Liga de Expansión MX       | Estadio Carlos Iturralde Rivero |
| Itzaes F. C.        | Fútbol  | Tercera División de México | Estadio Carlos Iturralde Rivero |

| Predecesor: Ninguna  | 1° Capital Americana de la Cultura 2000                             | Sucesor: Iquique    |
| Predecesor: Berlín   | Sede de las Sesiones del Comité del Patrimonio de la Humanidad 1996 | Sucesor: Nápoles    |
| Predecesor: Valdivia | 18° Capital Americana de la Cultura 2017                            | Sucesor: Anzoátegui |

## Distinciones nacionales e internacionales
En el año 2000, la ciudad fue nombrada Capital Americana de la Cultura por virtud del impulso que ha dado a las actividades culturales, siendo la primera ciudad en recibir dicha distinción que le fue otorgada una vez más en el año 2017, convirtiéndose así también en la primera ciudad en recibir dicho título en dos ocasiones. La ciudad ha sido sede de dos encuentros binacionales Estados Unidos-México, el primero en 1999, y el segundo en 2007, en el cual se creó el programa internacional de seguridad Iniciativa Mérida.
Del mismo modo, varios importantes eventos científicos internacionales se han llevado a cabo en Mérida, como la Olimpiada Internacional de Matemáticas en 2005, la Olimpiada Internacional de Informática en 2006, la XXX Conferencia Internacional de Rayos Cósmicos de la Unión Internacional de Física Pura y Aplicada en 2007 y la Olimpiada Internacional de Física en 2009. Asimismo, cada año la ciudad es sede de la Feria Internacional de la Lectura Yucatán (FILEY) creada por la Universidad Autónoma de Yucatán (UADY) en 2012.
En ese mismo año de 2012, la ONG Comité Internacional de la Bandera de la Paz otorgó el reconocimiento de «Ciudad de la Paz» a Mérida, debido a su destacable seguridad social, además de ser el mismo año sede de la II Cumbre de la Alianza del Pacífico. Dos años después, la ciudad fue sede de la VI Cumbre de la Asociación de los Estados del Caribe, recibiendo a más de 25 jefes de Estado. Al año siguiente, en noviembre de 2015, la ciudad recibió al presidente cubano Raúl Castro en su primera visita como jefe de Estado a México, en un encuentro bilateral.
En 2016, el Instituto Karolinska de Estocolmo, Suecia, avalado y designado como órgano certificador por la Organización de las Naciones Unidas (ONU) y la Organización Mundial de la Salud (OMS), certificó a la ciudad como «Comunidad Segura» por sus altos niveles de seguridad pública. Dos años después, el Índice de Ciudades Prósperas del Programa de Naciones Unidas para los Asentamientos Humanos (ONU-Hábitat) colocó a Mérida como la ciudad con mejor calidad de vida del país.
En septiembre de 2019, la ciudad fue sede de la XVII Cumbre de los Laureados al Premio Nobel de la Paz, organización internacional iniciada por Mijaíl Gorbachov en la década de 1990, reuniendo a más de 30 laureados. Ese mismo año, la UNESCO nombró a Mérida como Ciudad Creativa por su gastronomía añadiéndola a la Red de Ciudades Creativas de la que forman parte ciudades de todo el mundo. Posteriormente, en 2024 la misma UNESCO designaría a Mérida como Ciudad del Aprendizaje incluyéndola en la Red Mundial de Ciudades del Aprendizaje de la UNESCO. La ciudad además también es miembro de la selecta lista de ciudades gastronómicas de Délice Network creada por la ciudad francesa de Lyon.
En 2020, la revista CEO World catalogó a Mérida como la segunda ciudad más segura del continente americano solo por detrás de la ciudad de Quebec, mientras que la revista Condé Nast Traveler en la edición 32 de sus Reader's Choice Awards clasificó a Mérida como la mejor ciudad del mundo. En 2021, la misma revista, en la edición 33 de su lista de las ciudades más amigables del mundo, posicionó a Mérida en el primer lugar de la lista de países de América.
El Índice de Competitividad Urbana (ICU) 2021 publicado en noviembre de ese año y elaborado por el Instituto Mexicano para la Competitividad (IMCO) que mide aspectos como derecho, medio ambiente, sociedad, política, factores de producción, economía, relaciones internacionales e innovación, situó a Mérida entre las 5 ciudades con más de un millón de habitantes más competitivas del país después del Valle de México, Monterrey, Guadalajara y Querétaro, mientras que en la edición del año 2020 del mismo índice se posicionó como la tercera ciudad mexicana más competitiva en la misma categoría poblacional.
La revista Forbes ha clasificado a Mérida en tres ocasiones como una de las tres mejores ciudades del país para vivir, invertir y hacer negocios debido a sus altos estándares sociales y económicos, mientras que el Índice de facilidad para hacer negocios del Grupo del Banco Mundial colocó a Mérida en cuarta posición en el rubro de facilidad de apertura de un negocio. Además la Organización para la Cooperación y el Desarrollo Económicos (OCDE) reconoció a Mérida por contar con las mejores condiciones regulatorias y administrativas de Latinoamérica, por lo que la consideró como una de las mejores ciudades del país para invertir.
En el ámbito internacional, la ciudad es miembro de Gobiernos Locales por la Sostenibilidad (ICLEI), así como socio del Centro Iberoamericano de Desarrollo Estratégico Urbano (CIDEU), cuyo XIX Congreso se realizó en Mérida en 2011 contando con la participación de más de 41 ciudades de 13 países iberoamericanos. También es asociada de Ciudades y Gobiernos Locales Unidos (CGLU), organización de la que es Ciudad Piloto de la Agenda 21 de la cultura destacándose por encima del promedio mundial en derechos culturales, en patrimonio, diversidad y creatividad y en medio ambiente.